# ناميبيا
ناميبيا أو رسميًا جمهورية ناميبيا هي دولة تقع على الساحل الغربي لإفريقيا الجنوبية، ويحدها من الغرب المحيط الأطلسي. وتشترك في الحدود البرية مع أنغولا وزامبيا من الشمال، وبوتسوانا من الشرق وجنوب أفريقيا من جهة الجنوب والشرق. على الرغم من أنه لا حدود لها مع زيمبابوي، أقل من 200 متر من مجرى النهر (خاصةً حدود زامبيا / بوتسوانا) تفصل بينهما في نقاط الأقرب لهم. حصلت على استقلالها من جنوب أفريقيا يوم 21 مارس عام 1990، في أعقاب حرب الاستقلال في ناميبيا. عاصمتها وأكبر مدنها هي ويندهوك. تعتبر ناميبيا دولة عضو في الأمم المتحدة، وعضو في مجموعة التنمية لأفريقيا الجنوبية، وعضو في الاتحاد الأفريقي، وعضو في اتحاد الكومنولث.
كانت الأراضي الجافة لناميبيا مأهولة بالسكان منذ العصور الأولى من قِبل قبائل سان أو كما تسمى قبائل بوشمن، ودامارا، وقبائل ناما، ومنذ نحو القرن 14م سُكنت من قِبل شعب البانتو المهاجرين الذين جاؤوا مع توسع البانتو. أصبحت معظم الأراضي محمية لـ الإمبراطورية الألمانية في عام 1884م، وظلت مستعمرة ألمانية حتى نهاية الحرب العالمية الأولى في عام 1920م، كلفت عصبة الأمم منذ عام 1948 جنوب أفريقيا بفرض قوانينها، وسياسة التمييز العنصري في ناميبيا. وفي العام 1878، كان ميناء خليج والفيس وجزر البطريق البحرية قد تم ضمها إلى مستعمرة كِيِب تحت التاج البريطاني، وأصبحت جزءاً لا يتجزأ من الاتحاد الجديد لجنوب أفريقيا في إنشائه في عام 1910م.
الانتفاضات ومطالب القادة الأفارقة قادت الأمم المتحدة لتحمل المسؤولية المباشرة على الأرض. وأقرت منظمة شعب جنوب غرب أفريقيا (سوابو) باعتباره الممثل الرسمي للشعب الناميبي في عام 1973م بأن ناميبيا دولة مستقلة. ومع ذلك، ظلت خاضعة لإدارة جمهورية جنوب أفريقيا خلال هذه الفترة كدولة تسمى جنوب غرب أفريقيا. عقب ذلك أعمال عنف داخلي، قامت جنوب أفريقيا بتثبيت إدارة مؤقتة في ناميبيا في عام 1985م. حصلت ناميبيا على الاستقلال الكامل عن جنوب أفريقيا في عام 1990م باستثناء خليج والفيس وجزر البطريق التي ظلت تحت سيطرة جنوب أفريقيا حتى عام 1994م.
تشكل الزراعة والرعي والسياحة وصناعة التعدين - بما في ذلك التعدين عن الأحجار الكريمة والألماس واليورانيوم، والذهب، والفضة، والمعادن الأساسية - العمود الفقري للاقتصاد في ناميبيا. نظراً لوجود صحراء ناميب القاحلة، فهي واحدة من الدول الأقل كثافة سكانية في العالم. ناميبيا تتمتع باستقرار سياسي واقتصادي واجتماعي عالي.

## أصل التسمية
يشتق اسم البلاد من صحراء ناميب، التي تعتبر أقدم صحراء في العالم. قبل استقلالها في عام 1990م، كانت تعرف المنطقة أولاً باسم جنوب غرب أفريقيا الألمانية، باللغة الألمانية (Deutsch-Südwestafrika)، وبعد ذلك عُرِفت بجنوب غرب أفريقيا، مما يعكس الاحتلال الاستعماري من قِبل الألمان والجنوب أفريقيين (تقنيا باسم التاج البريطاني مما يعكس حالة السيادة في جنوب أفريقيا ضمن الإمبراطورية البريطانية).

## التاريخ

### فترة ما قبل الاستعمار
كان أول من استكشف المنطقة، الملاحان البرتغاليان ديوغو كاو عام 1485 وبارثولوميو دياز في 1486، لا يزال لم يتم ادعاء المنطقة من خلال التاج البرتغالي. ومع ذلك، مثل معظم بلدان أفريقيا جنوب الصحراء، ناميبيا لم تستكشف على نطاق واسع من قبل الأوروبيين حتى القرن 19، عندما وصل التجار والمستوطنون، وبصورة رئيسية من ألمانيا والسويد. في أواخر القرن ال19 عبرت المتنزهين دورسلاند المنطقة في طريقهم من ترانسفال إلى أنغولا. بعض منهم استقر في ناميبيا بدلاً من الاستمرار برحلتهم، بل وأكثر عاد إلى جنوب غرب الأراضي الأفريقية بعد أن حاول البرتغاليون تحويلها إلى الكاثوليكية ونهي لغتهم في المدارس.

### الاستعمار الألماني
أصبحت ناميبيا مستعمرة ألمانية في عام 1884 تحت أوتو فون بسمارك لمنع الزحف البريطاني وكان يعرف الألمانية جنوب غرب أفريقيا (Deutsch-Südwestafrika). ومع ذلك، فإن مهمة بالغريف من قبل الحاكم البريطاني في كيب تاون قد قرر فقط كان من الطبيعي الميناء في المياه العميقة من الفيز باي (Walfisch باللغة الألمانية، والفيس في الأفريكانية، الحوت باللغة الإنجليزية) بقيمة الاحتلال - وضمت هذه لمحافظة كيب البريطانية جنوب أفريقيا. من 1904-1907، اتخذ هيريرو و ناماكوا السلاح ضد الألمان واللاحقة في هيريرو و ناماكوا الإبادة الجماعية، وقتل 10,000 ناما (نصف السكان) وحوالي 65,000 الهيريرو (حوالي 80 ٪ من السكان). تعرض الناجون، الذي صدر أخيراً من عند الاعتقال، إلى سياسة الطرد والترحيل، والعمل القسري، والتمييز العنصري والتمييز في نظام من وجوه كثيرة كان متوقعا الفصل العنصري. اقتصر معظم الأفارقة إلى ما يسمى الأراضي الأم، والتي في وقت لاحق تحت حكم جنوب أفريقيا تحولت بعد عام 1949 إلى «أوطان» (البانتوستانات). في الواقع، وتكهن بعض المؤرخين أن الإبادة الجماعية الألمانية في ناميبيا كانت نموذجا مستخدماً من قبل النازيين في المحرقة، ولكن يقول معظم العلماء أن الحلقة لا مؤثرة وخاصة بالنسبة للنازيين، الذين كانوا أطفالا في ذلك الوقت. ذكرى الإبادة الجماعية لا تزال ذات الصلة بالهوية العرقية في ناميبيا المستقلة والعلاقات مع ألمانيا.

### الإستعمار الجنوب أفريقي
احتلتها جنوب أفريقيا في عام 1915 بعد هزيمة القوات الألمانية أثناء الحرب العالمية الأولى. على الرغم من أن حكومة جنوب أفريقيا سعت لدمج «جنوب غرب أفريقيا» إلى أراضيها، لكنها لم تفعل ذلك رسميا، مع وجود تمثيل الأقلية البيضاء في برلمان البيض في جنوب أفريقيا، فضلاً عن انتخاب الإدارة المحلية الخاصة بهم الجمعية التشريعية SWA. عينت الحكومة في جنوب أفريقيا مسؤول SWA، الذي كانت لديه صلاحيات موسعة.
بعد استبدال الجامعة من قبل الأمم المتحدة في عام 1946، رفضت جنوب أفريقيا للاستسلام ولايتها في وقت سابق لتحل محلها اتفاقية الأمم المتحدة الوصاية، والتي تتطلب الرصد الدولي أقرب إدارة للإقليم (جنبا إلى جنب مع جدول زمني واضح الاستقلال). قدم رئيس مجلس هيريرو عددا من الالتماسات إلى الأمم المتحدة تدعو لذلك لمنح استقلال ناميبيا خلال 1950. خلال 1960، عندما كانت القوى الأوروبية تمنح الاستقلال للمستعمرات والأقاليم المشمولة بالوصاية في أفريقيا، الضغوطات التي شنت على جنوب أفريقيا أن تفعل ذلك في ناميبيا. في عام 1966 رفضت محكمة العدل الدولية شكوى رفعتها إثيوبيا وليبيريا ضد استمرار وجود جنوب أفريقيا في الأرض، ولكن ألغت الجمعية العامة للأمم المتحدة في وقت لاحق ولاية جنوب أفريقيا، في حين أصدرت محكمة العدل الدولية في عام 1971 «فتوى» تعلن أن مواصلة إدارة جنوب أفريقيا لناميبيا مخالفا للقانون.
رداً على الحكم عام 1966 من قبل محكمة العدل الدولية، ومنظمة الشعبية جنوب غرب أفريقيا (سوابو) الجناح العسكري، الجيش الشعبي لتحرير ناميبيا، بدأت جماعة حزب الكفاح المسلح من أجل الاستقلال، ولكنه لم يكن حتى عام 1988 أن جنوب أفريقيا وافقت على إنهاء احتلالها من ناميبيا، وفقا لخطة السلام للأمم المتحدة للمنطقة بأسرها. خلال فترة الاحتلال من جنوب أفريقيا وناميبيا، والمزارعين التجاريين البيض، ومعظمهم جاء من المستوطنين من جنوب أفريقيا، وتمثل 0.2 ٪ من سكان البلاد، تعود 74 ٪ من الأراضي الصالحة للزراعة. خارج منطقة وسط وجنوب ناميبيا (المعروف باسم «المنطقة الشرطة» منذ عهد الألمانية والتي تتضمن المدن الرئيسية والصناعات والمناجم والأراضي الصالحة للزراعة أفضل)، تم تقسيم البلاد إلى «الأوطان»، ونسخة من البانتوستانات في جنوب أفريقيا تطبيقه على ناميبيا، على الرغم من أن عدد قليل فقط كانت أنشئت في الواقع نتيجة لعدم التعاون من قبل معظم الناميبيين الأصليين.
بعد العديد من المحاولات الفاشلة من قبل الأمم المتحدة لإقناع جنوب أفريقيا للموافقة على تنفيذ قرار الأمم المتحدة رقم 435، الذي اعتمد من قبل مجلس الأمن للأمم المتحدة في عام 1978 باسم خطة إنهاء الاستعمار المتفق عليها دوليا لناميبيا، الانتقال إلى الاستقلال بدأت أخيرا في عام 1988 تحت الثلاثية اتفاق دبلوماسي بين جنوب أفريقيا وأنغولا وكوبا، مع الاتحاد السوفياتي والولايات المتحدة الأمريكية بصفة مراقب، والتي بموجبها وافقت جنوب أفريقيا على سحب وتسريح قواتها في ناميبيا. ونتيجة لذلك، وافقت كوبا لسحب قواتها في جنوب أنغولا أرسلت لدعم MPLA في حربها من أجل السيطرة على أنغولا مع يونيتا.
تم نشر قوة مختلطة من المدنيين وحفظ السلام للامم المتحدة دعا فريق المساعدة (مجموعة الأمم المتحدة لتقديم المساعدة الانتقالية) تحت إدارة الدبلوماسي الفنلندي مارتي اهتيساري من أبريل 1989 إلى مارس 1990 لمراقبة عملية السلام والانتخابات والإشراف على الانسحابات العسكرية. كما بدأ فريق المساعدة لنشر قوات حفظ السلام والمراقبين العسكريين والشرطة والنشطاء السياسيين، تجددت الأعمال العدائية لفترة وجيزة في يوم كان من المفترض أن تبدأ عملية الانتقال. بعد جولة جديدة من المفاوضات، تم تحديد موعد الثاني وبدأت عملية الانتخابات بشكل جدي. بعد عودة المنفيين سوابو (أكثر من 46,000 المنفيين)، استغرق أول من شخص واحد صوت واحد الانتخابات في ناميبيا للجمعية الدستورية في نوفمبر 1989. شعار الانتخابات الرسمية كان «الانتخابات الحرة والنزيهة». وفاز هذا عن طريق سوابو على الرغم من أنها لم تحظ أغلبية الثلثين التي كان يأمل؛ أصبحت الديمقراطية تورنهال التحالف المدعومة من أفريقيا والجنوب (DTA) المعارضة الرسمية. كانت انتخابات سلمية وأعلنت حرة ونزيهة.
بعد اعتماد الدستور الناميبي، بما في ذلك الحماية الراسخة لحقوق الإنسان، والتعويض عن مصادرة الدولة للملكية الخاصة، واستقلال القضاء والرئاسة التنفيذية (أصبحت الجمعية التأسيسية الجمعية الوطنية)، أصبحت البلاد مستقلة رسميا في 21 مارس 1990. أدى اليمين الدستورية سام نجوما كأول رئيس لناميبيا يشاهده نيلسون مانديلا (الذي كان قد أفرج عنه من السجن في الشهر السابق) وممثلين عن 147 بلدا، بما في ذلك 20 من رؤساء الدول. تم التنازل عنها. والفيز باي إلى ناميبيا في عام 1994 على نهاية الفصل العنصري في جنوب أفريقيا. [بحاجة لمصدر]

### بعد الاستقلال
منذ الاستقلال أكملت بنجاح ناميبيا الانتقال من حكم الأقلية البيضاء الفصل العنصري إلى الديمقراطية البرلمانية. وقدمت الديمقراطية التعددية وتم الحفاظ عليها، مع الانتخابات المحلية والإقليمية والوطنية تعقد بانتظام. العديد من الأحزاب السياسية المسجلة النشطة والممثلة في الجمعية الوطنية، على الرغم من أن حزب سوابو قد فاز في كل الانتخابات منذ الاستقلال. إن الانتقال من حكم لمدة 15 عاما من الرئيس سام نجوما لخليفته، هيفيكبونى بوهامبا في عام 2005 بسلاسة.
وقد شجعت الحكومة الناميبية سياسة المصالحة الوطنية، وأصدرت عفوا عن أولئك الذين قاتلوا على الجانبين أثناء حرب التحرير. كان للحرب الأهلية في أنغولا تأثير محدود على الناميبيين الذين يعيشون في شمال البلاد. في عام 1998، تم إرسال قوة دفاع ناميبيا (الجبهة) قوات إلى جمهورية الكونغو الديمقراطية كجزء من الجماعة الإنمائية للجنوب الأفريقي (سادك) للوحدات. في أغسطس 1999، وألغت محاولة انفصالية في زامبيزي المنطقة الشمالية الشرقية بنجاح.

## الجغرافيا

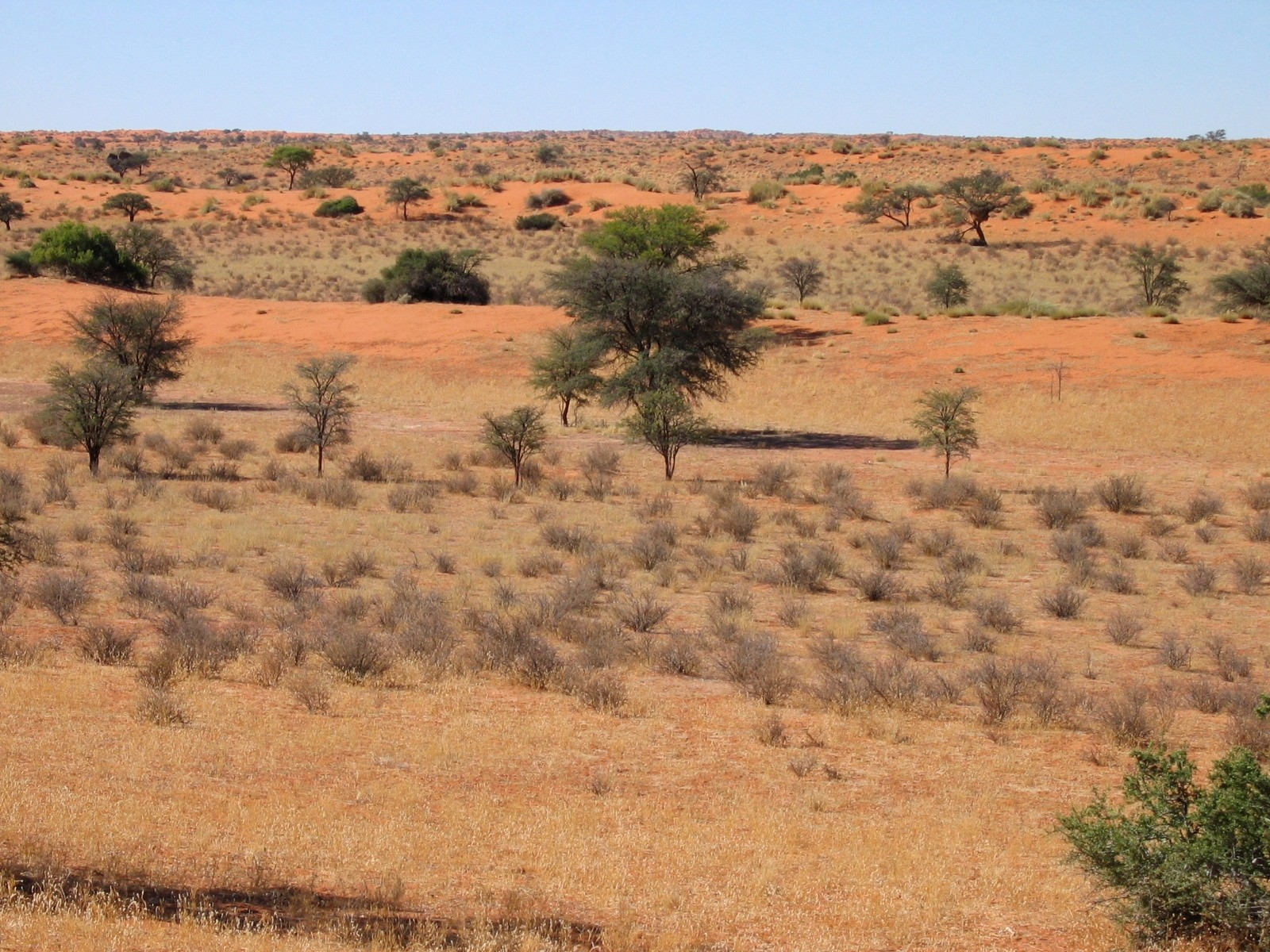
صحراء كالهاري

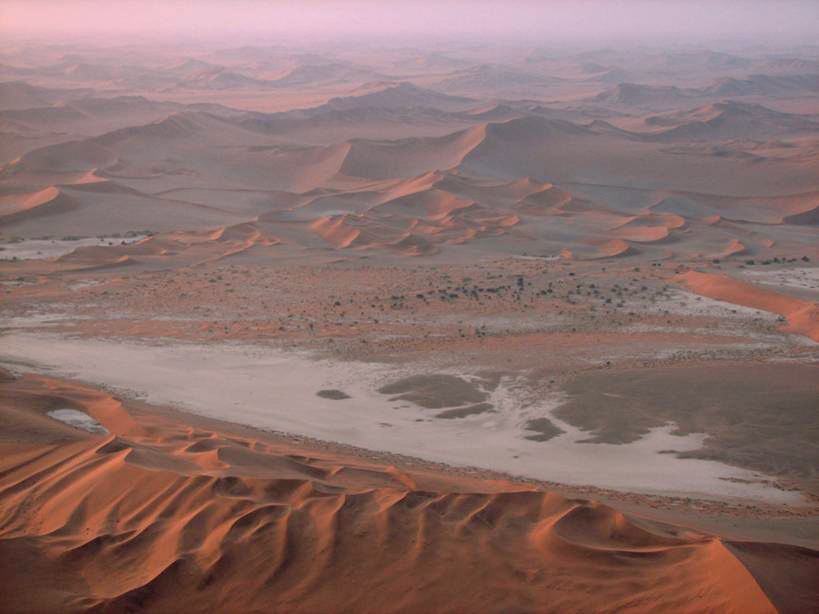
صحراء ناميب

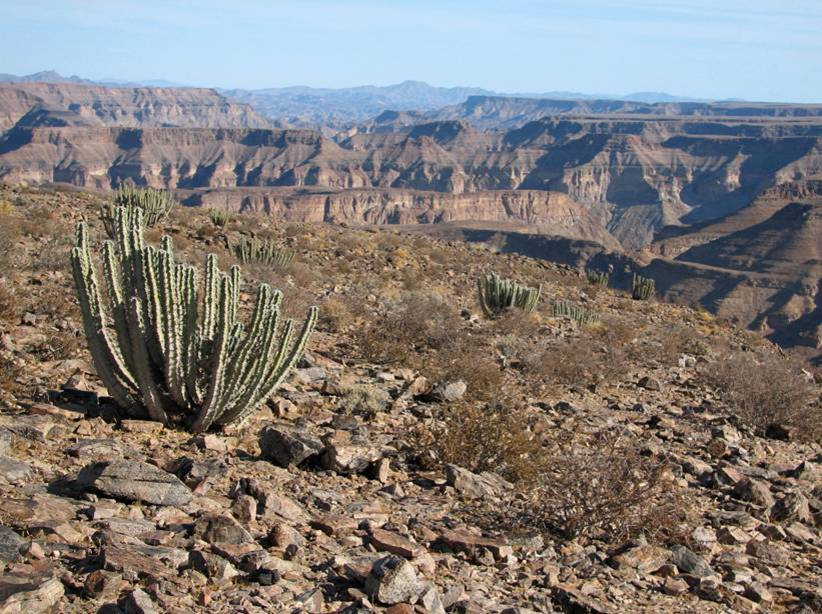
وادي نهر فيش

تبلغ المساحة الإجمالية لناميبيا 825,418 كلم2 وبذلك تكون في المرتبة 35 في تصنيف الدول حسب المساحة، وهي أيضاً من أقل دول العالم كثافة (2,5 نسمة في الكلم المربع) أي في المرتبة قبل الأخيرة قبل منغوليا، تقع في الغالب بين خطي عرض 17 درجة و 29 درجة جنوبًا (توجد منطقة صغيرة شمال خط العرض 17 درجة) وخطي طول 11 درجة و 26 درجة شرقًا. ويوجد في ناميبيا العديد من الحدائق الوطنية المحميات ومنها منتزه إيتوشا الوطني.
يمكن تقسيم ناميبيا إلى ثلاث مناطق جغرافية:
- صحراء ناميب: التي اشتُق منها اسم الدولة. وهي تُعدّ واحدة من أقدم صحاري العالم، إن لم تكنْ أقدمها على الإطلاق. وتغطي هذه الصحراء القاحلة، نحو 15% من مساحة ناميبيا، بالكثبان الرملية والسهول الحصوية.
- الهضبة الوسطى: تمتد من الشمال إلى الجنوب، ويراوح متوسط ارتفاعها بين ألف وألفي متر، وتتنوع بين سلاسل جبلية وعرة وأودية رملية.
- صحراء كالهاري: التي تقع في شرق البلاد، وتمتد في أراضي كلٍّ من بتسوانا وأنغولا وزامبيا وزيمبابوي.

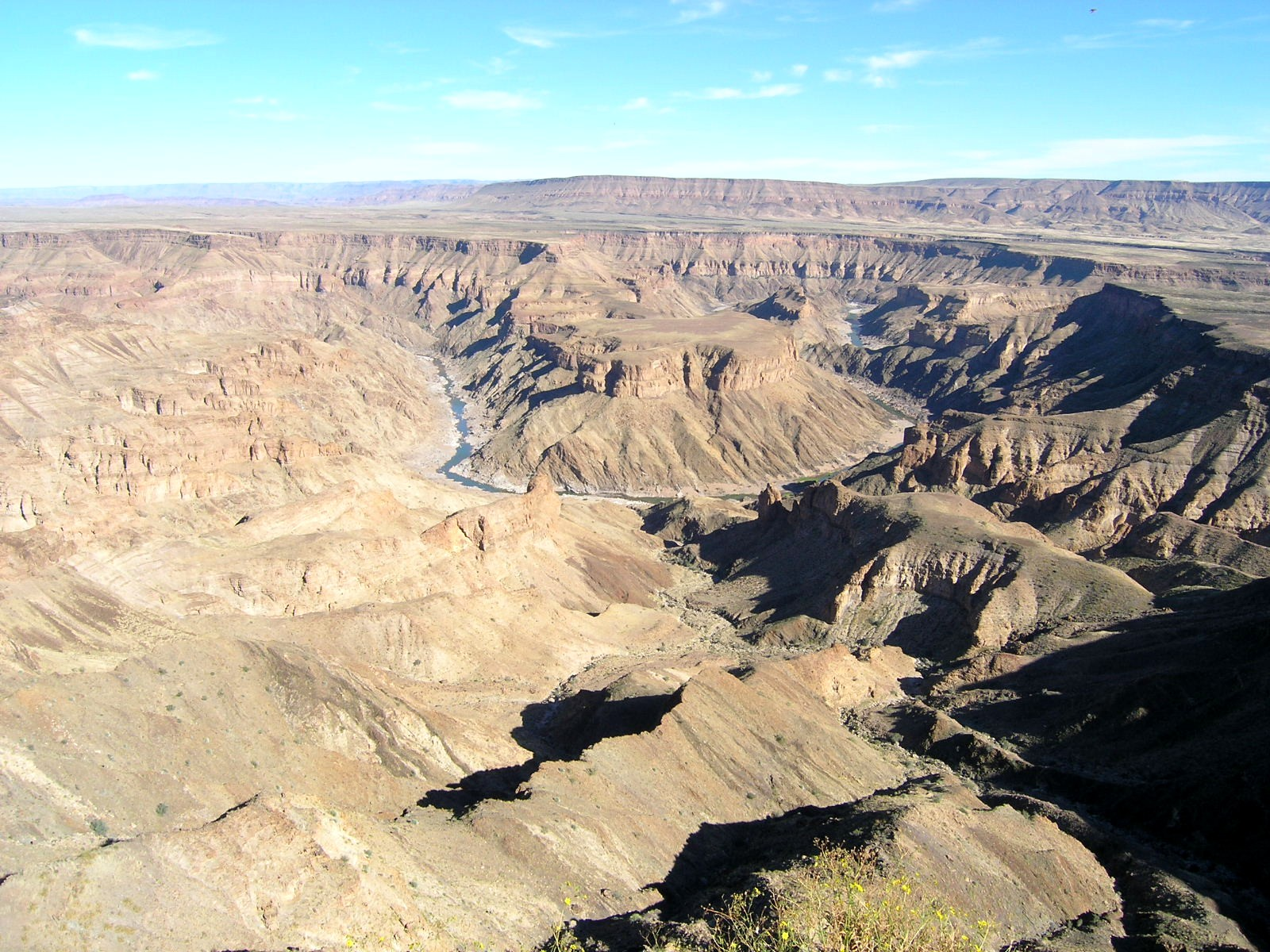
أخدود "فيش ريفر"
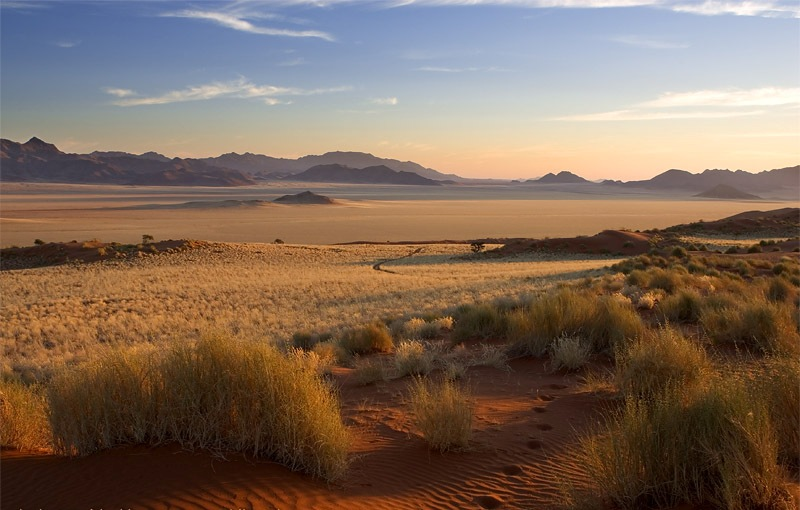
محمية طبيعية ولويدان
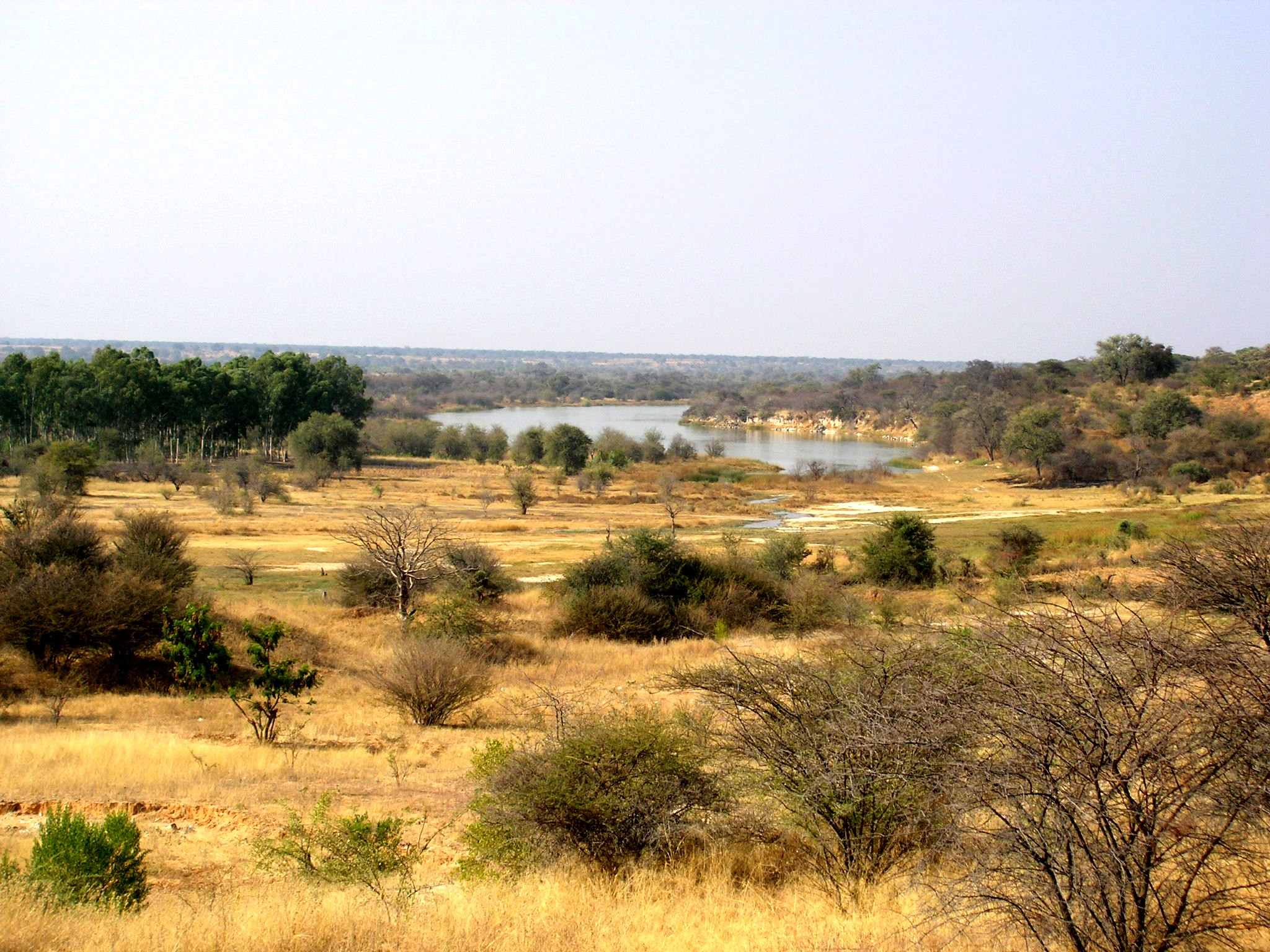
أوكافانغو
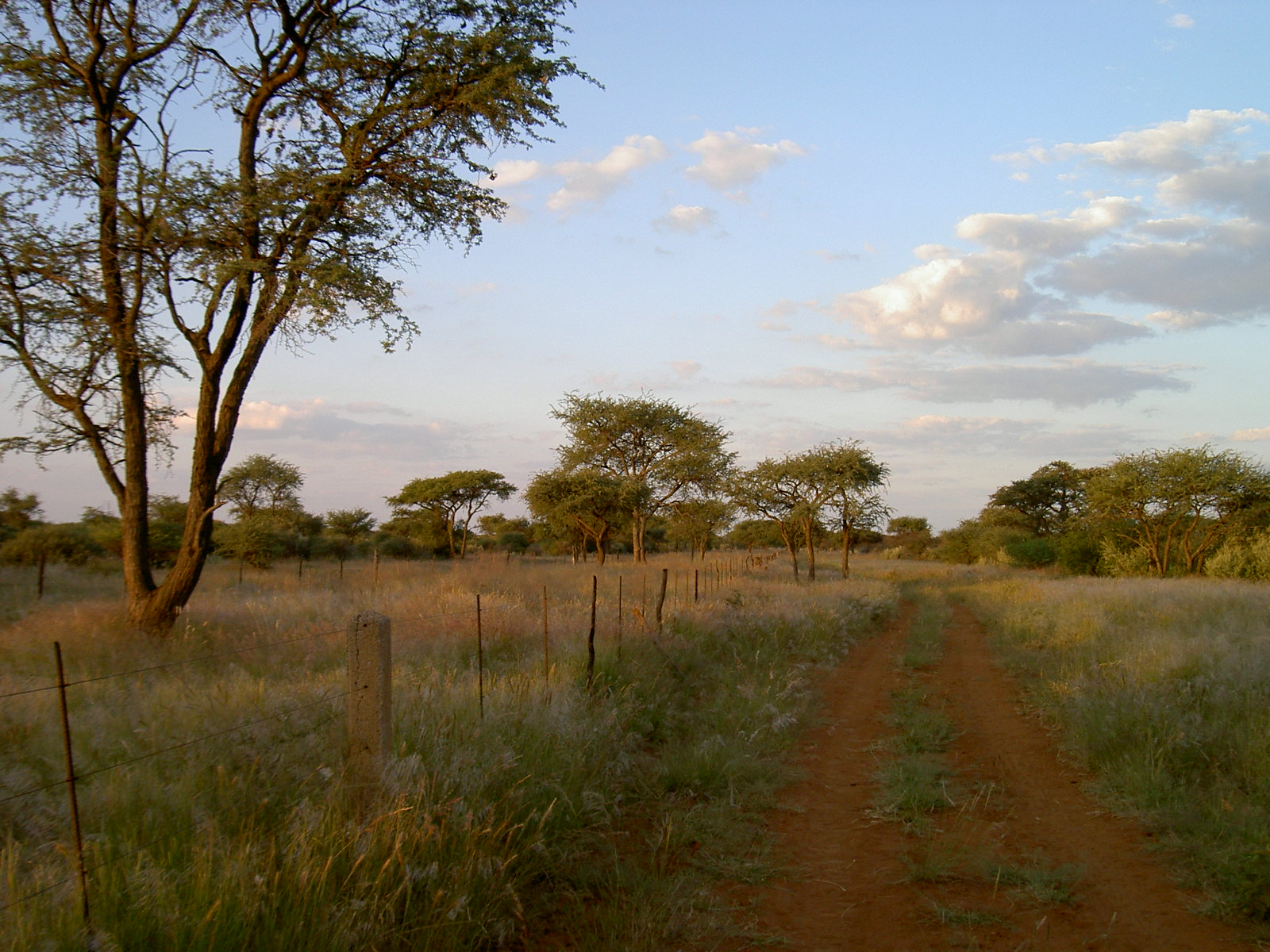
طريق زراعي عند "أومولولو"
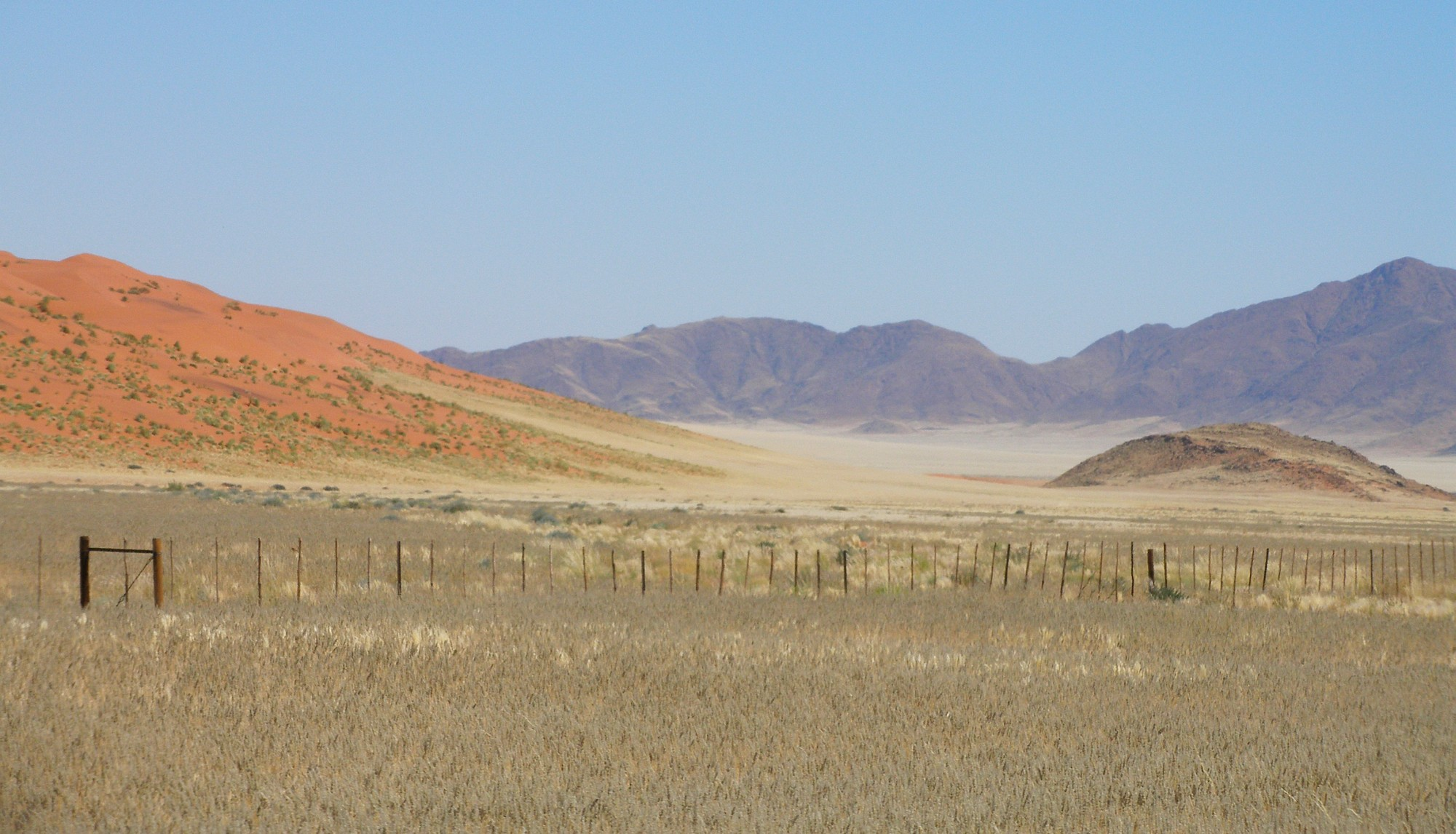
صحراء ناميب
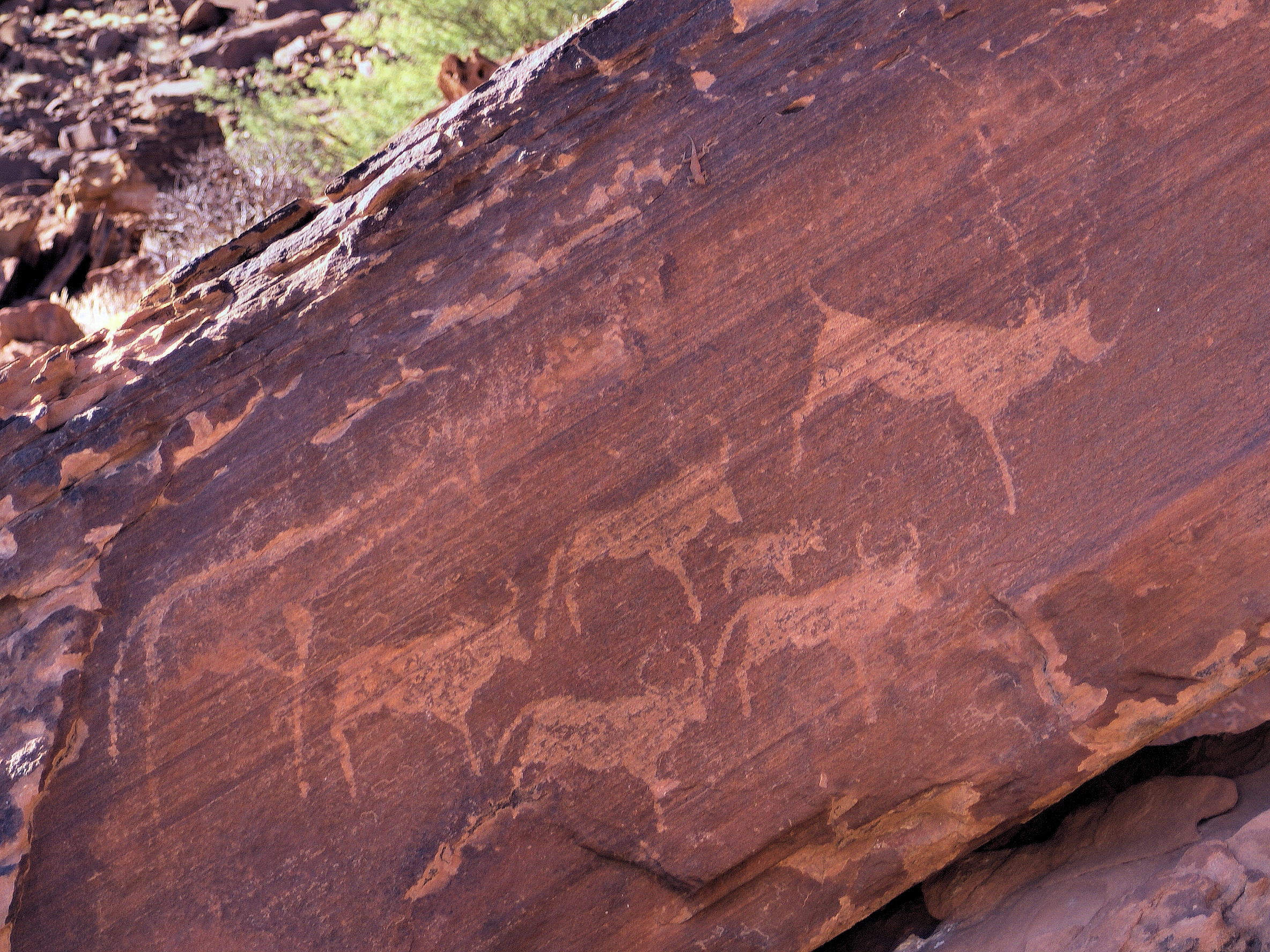
نقش قديم على الصخر، زرافة وبقر

### المناخ

خريطة تصنيف كوبن للمناخ في
ناميبيا

ناميبيا تمتد من 17 درجة جنوبا إلى 25 درجة S: مناخيا مجموعة من شبه الاستوائية ارتفاع ضغط الحزام والأراضي القاحلة هو وصف المناخ العام تنازلي من الرطبة الفرعية (يعني المطر فوق 500 ملم) من خلال شبه القاحلة ما بين 300 و 500 مم (تحتضن معظم جدب كالاهاري) والقاحلة 150-300 مم (هذه المناطق الثلاث هي الداخلية من جرف الغربي) إلى السهل الساحلي شديدة الجفاف فيسقط فيها أقل من 100 ملم من المطر. درجة الحرارة القصوى محدودة بسبب الارتفاع العام في المنطقة بأسرها: فقط في أقصى الجنوب، دافئ على سبيل المثال، هي منتصف 40 °C ماكسيما سجلت.
شبه استوائية مع سماء صافية في أغلب السنة، تظهر الشمس فيها أكثر من 300 يوم في السنة. وهي تقع في الطرف الجنوبي من المناطق الاستوائية، ويمر بمنتصفها مدار الجدي. فصل الشتاء فيها (يونيو- أغسطس) جافا عموما، وقد تسقط أمطار في فصل الصيف. وموسم الأمطار قصير بين سبتمبر ونوفمبر، وأحيانا بين فبراير وأبريل. الرطوبة منخفضة، ومتوسط هطول الأمطار تختلف من ما يقرب من الصفر في الصحراء الساحلية إلى أكثر من 600 ملم في قطاع كابريفي. ومع هطول الأمطار المتغير للغاية، والجفاف من الأمور الشائعة. آخر موسم الأمطار سيئة مع هطول الأمطار أقل بكثير من المتوسط السنوي وقعت في صيف عام 2006 / 07.

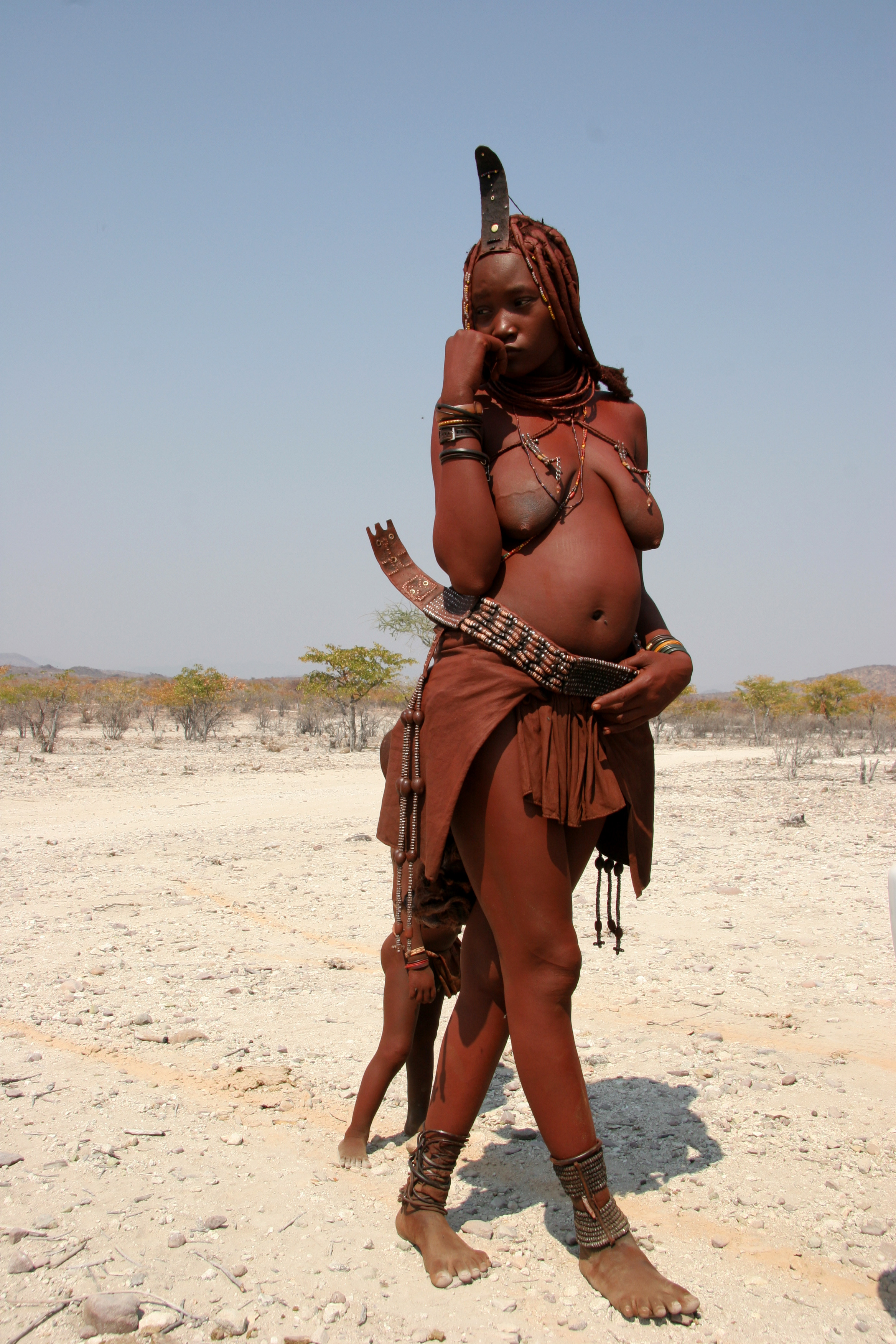
امرأة من قبيلة في ناميبيا.

ويهيمن على الطقس والمناخ في المنطقة الساحلية من البرد، المتدفقة شمال بنغيلا الحالية من المحيط الأطلسي الذي يمثل هطول الأمطار منخفضة جدا (50 ملم في السنة أو أقل)، والضباب الكثيف المتكرر، وانخفاض درجات الحرارة عمومًا مما كان عليه في بقية البلاد. في فصل الشتاء، وأحيانا حالة تعرف باسم Bergwind (بالألمانية: نسيم الجبل). أو Oosweer (الأفريكانية: الطقس الشرقية) يحدث، والرياح الجافة الساخنة التي تهب من المناطق الداخلية إلى الساحل. كما المنطقة وراء الساحل هي صحراء، يمكن لهذه الرياح تتطور إلى العواصف الرملية مع ودائع الرمال في المحيط الأطلسي واضحة على صور الأقمار الصناعية.
مناطق الهضبة الوسطى وكالاهاري نطاقات درجات الحرارة النهارية واسعة تصل إلى 30 درجة مئوية.
Efundja، الفيضان السنوي من الأجزاء الشمالية من البلاد، وغالبا ما يسبب الضرر ليس فقط بالبنية التحتية ولكن الخسائر في الأرواح. الأمطار التي تسبب هذه الفيضانات تنشأ في أنغولا، وتدفق في ناميبيا حوض كوفيلاي، وملء أوشاناس (Oshiwambo : السهول الفيضية) هناك. أسوأ فيضانات حدثت حتى الآن مارس 2011 ونزوح 21,000 شخص.

### الصون الحياة البرية الطائفية

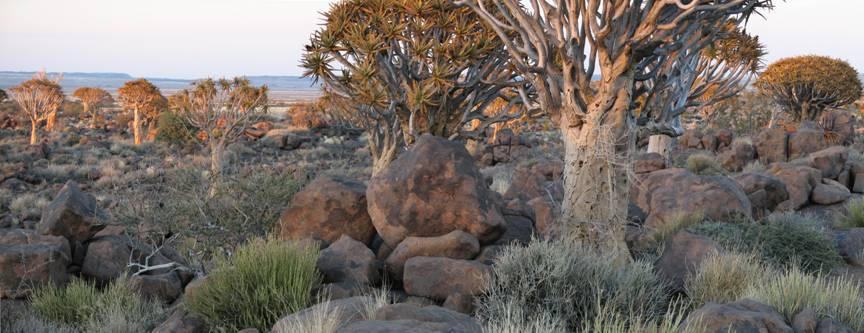
الغابات، بوشفيلد

ناميبيا هي واحدة من عدد قليل من البلدان في العالم التي تعالج على وجه التحديد حفظ وحماية الموارد الطبيعية في دستورها. المادة 95 على أن «الدولة يجب العمل بنشاط على تعزيز والحفاظ على رفاهية الشعب من خلال تبني السياسات الدولية الرامية إلى ما يلي: صيانة النظم الإيكولوجية والعمليات الإيكولوجية الأساسية، والتنوع البيولوجي لناميبيا، واستخدام الموارد الطبيعية الحية على أساس مستدام لمصلحة جميع الناميبيين، سواء في الحاضر والمستقبل»
في عام 1993، تلقت الحكومة التي شكلت حديثا ناميبيا تمويل من الوكالة الأمريكية للتنمية الدولية (USAID) من خلال الجلوس في بيئة محدود (لايف) المشروع. وزارة البيئة والسياحة مع الدعم المالي من منظمات مثل كما USAID، المهددة بالانقراض في الحياة البرية الثقة، WWF، وصندوق السفير الكندي، تشكل معا المجتمعية إدارة الموارد الطبيعية (CBNRM) هيكل الدعم. الهدف الرئيسي من هذا المشروع هو تعزيز الإدارة المستدامة للموارد الطبيعية من خلال إعطاء المجتمعات المحلية لحقوق إدارة الحياة البرية والسياحة.

## السياسة والحكومة

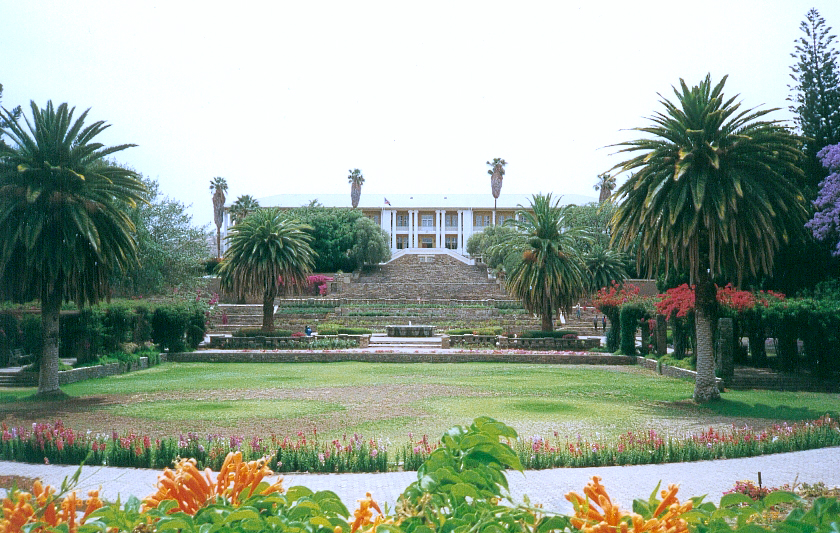
مركز الحكومة في ناميبيا

سياسة ناميبيا تجري في إطار جمهورية ديمقراطية تمثيلية شبه رئاسية، حيث يتم انتخاب الرئيس من ناميبيا لولاية مدتها خمس سنوات وعلى حد سواء هو رئيس الدولة ورئيس الحكومة.
يضمن الدستور الفصل بين السلطات:
- وتمارس السلطة التنفيذية من قبل الرئيس ومجلس الوزراء.
- السلطة التشريعية: ناميبيا لديها برلمان من مجلسين مع الجمعية الوطنية كما مجلس النواب، والمجلس الوطني مجلس الشيوخ.
- القضاء: ناميبيا لديها نظام للمحاكم أن تفسير وتطبيق القانون في اسم الدولة.

في حين أن الدستور المتوخاة نظام التعددية الحزبية لحكومة ناميبيا، وكان حزب سوابو المهيمنة منذ الاستقلال في عام 1990.

### العلاقات الخارجية
ناميبيا تتبع سياسة خارجية مستقلة إلى حد كبير، مع الانتماءات العالقة مع الدول التي ساعدت في النضال من أجل الاستقلال، بما في ذلك ليبيا وكوبا. مع جيش صغير والاقتصاد الهش، على وضع تعزيز الاهتمام الرئيسي للسياسة الخارجية للحكومة ناميبيا في العلاقات داخل منطقة الجنوب الأفريقي. عضو ديناميكية الجماعة الإنمائية للجنوب الأفريقي، ناميبيا هو مدافع قوي لمزيد من التكامل الإقليمي. أصبحت ناميبيا العضو 160 في الأمم المتحدة في 23 نيسان 1990. على استقلالها أصبح عضوا الخمسين للكومنولث الأمم.

### القوات المسلحة
ناميبيا ليس لديها أي أعداء في المنطقة ولكنها تقضي باستمرار أكثر كنسبة مئوية من الناتج المحلي الإجمالي على آلتها العسكرية من جميع جيرانها، باستثناء أنغولا. وارتفع الإنفاق العسكري من 2.7 ٪ من الناتج المحلي الإجمالي في عام 2000 إلى 3.7٪ في عام 2009، وصول 12 طائرات تشنغدو J- 7 Airguard في عام 2006 و 2008 قدمت ناميبيا لفترة قصيرة واحدة من المستوردين الأسلحة الأعلى في أفريقيا جنوب الصحراء الكبرى.
دستور ناميبيا تعريف دور الجيش بأنه «دفاع عن أراضيها ومصالحها الوطنية». ناميبيا شكلت قوة الدفاع الناميبي (الجبهة)، التي تضم الأعداء السابقين في حرب الأدغال من العمر 23 : جيش التحرير الشعبي ناميبيا (PLAN) وفرقة جنوب غرب أفريقيا الإقليمية (SWATF). صاغ البريطانية خطة لدمج هذه القوات وبدأ تدريب الجبهة، والذي يتألف من مقر صغير وخمس كتائب.
ظلت مجموعة الأمم المتحدة الانتقالية المساعدة (فترة الانتقال) 'ق كتيبة المشاة الكينية في ناميبيا لمدة ثلاثة أشهر بعد الاستقلال للمساعدة في تدريب والجبهة لتحقيق الاستقرار في الشمال. وفقا لوزارة الدفاع الناميبي، وتطوع كل من الرجال والنساء عددهم لا يزيد عن 7,500.

### التقسيمات الإدارية
تنقسم ناميبيا إلى 14 إقليم وتنقسم هذه الأقاليم إلى 121 دائرة انتخابية. يتم تعين الحدود وتقسيم ناميبيا إدارياً من قبل لجنة ترسيم الحدود ويتم بعدها الموافقة من قبل البرلمان الوطني. منذ تأسيس الدولة قامت لجنة ترسيم الحدود بإداء عملها أربع مرات، آخر مرة كانت في عام 2013 برئاسة القاضي ألفريد سيبوليكه.
تدار الأقاليم بواسطة المجالس الإقليمية ويتم انتخاب أعضاء المجالس الإقليمية مباشرة من خلال الاقتراع السري (الانتخابات الإقليمية) من قبل سكان الدوائر الانتخابية.
يمكن للسلطات المحلية في ناميبيا أن تكون بشكل بلديات (إما جزء بلديات أول أو جزء بلديات ثاني)، مجالس مدن أو قرى.
| تقسيمات ناميبيا الإدارية | تقسيمات ناميبيا الإدارية |
| --- | ------------------------ |
| Namibia, administrative divisions - Nmbrs - colored |                          |
| 1. إقليم كونيني 2. أوموساتي 3. أوشانا 4. إقليم أوهانغوينا 5. أوشيكوتو 6. أوكافانغو إقليم غرب كافانغو 7. أوكافانغو إقليم شرق كافانغو 8. كابريفي زامبيزي:9. إيرونغو 10.أوتجوزوندجوبا 11. أوماهيكي 12. خوماس 13. هارداب 14. كاراس |                          |

## الاقتصاد

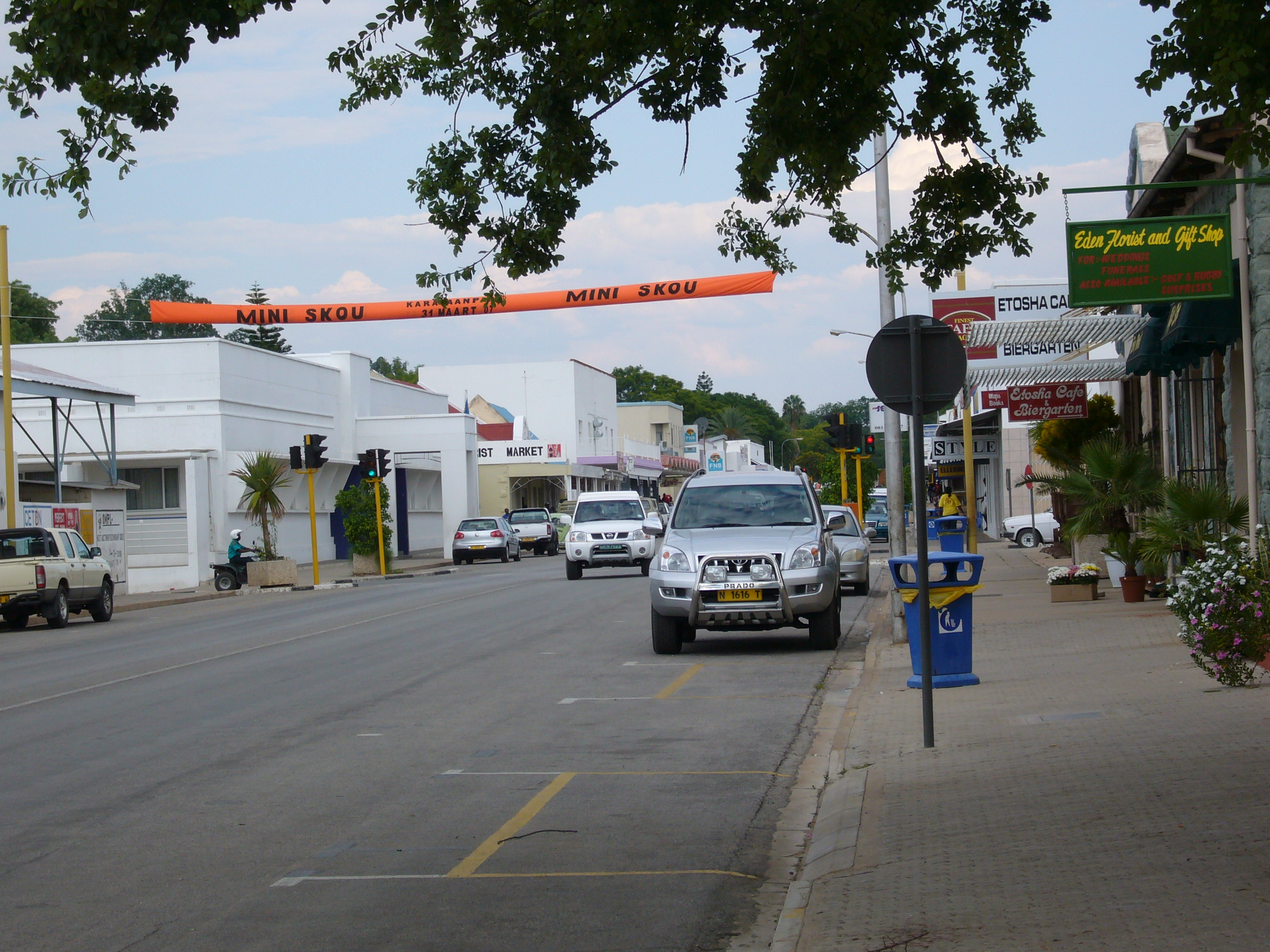
تسوميب الطريق الرئيسي

يرتبط اقتصاد ناميبيا ارتباطاً وثيقاً بجنوب أفريقيا نظراً لتاريخهم المشترك. وأكبر القطاعات الاقتصادية التعدين (10.4 ٪ من الناتج المحلي الإجمالي في عام 2009)، والزراعة (5.0٪)، والصناعة التحويلية (13.5 ٪)، والسياحة.
ناميبيا لديها قطاع مصرفي متطور للغاية مع البنية التحتية الحديثة، مثل الخدمات المصرفية عبر الإنترنت، والهواتف المحمولة المصرفية، وما إلى ذلك بنك ناميبيا (بون) هو البنك المركزي لناميبيا مسؤول لأداء جميع المهام الأخرى يؤديها عادة من قبل البنك المركزي. هناك أذن أربعة بون البنوك التجارية في ناميبيا: البنك يندهوك، البنك الوطني الأول، وبنك ستاندرد ندبنك.
وفقا لتقرير مسح القوى العاملة بناميبيا 2012، الذي أجرته وكالة الإحصاء بناميبيا، ومعدل البطالة في البلاد هو 27.4 ٪. «البطالة صارمة» (الناس تسعى بنشاط وظيفة بدوام كامل) بلغت 20.2 ٪ في عام 2000، 21.9 ٪ في عام 2004 وتصاعدت إلى 29.4 ٪ في عام 2008. تحت تعريف أوسع (بما في ذلك الناس الذين تخلوا عن البحث عن عمل) ارتفعت البطالة إلى 36.7 ٪ في عام 2004. يعتبر هذا التقدير الناس في الاقتصاد غير الرسمي مثل العاملين. أشاد وزير العمل والرعاية الاجتماعية عمانوئيل نجاتجيزيكو في دراسة أجريت عام 2008 «حسب أعلى بكثير في نطاق ونوعية إلى أي التي كانت متاحة سابقا» لكنها لم تتلق منهجيتها أيضا انتقادات.
في عام 2004 صدر قانون العمل لحماية الناس من التمييز في العمل الناجمة عن الحمل ووضع فيروس نقص المناعة البشرية / الإيدز. في أوائل عام 2010 أعلن مجلس المناقصات الحكومة أن «من الآن فصاعدا 100 في المائة من جميع العمالة غير الماهرة وشبه الماهرة يجب أن مصدرها، ودون استثناء، من داخل ناميبيا»
في عام 2013، والأعمال التجارية العالمية ومزود الأخبار المالية، بلومبرغ، واسمه ناميبيا الأعلى اقتصاد الأسواق الناشئة في أفريقيا وأفضل ال13 في العالم. أحرزت البلدان الأفريقية أربعة فقط أعلى 20 قائمة الأسواق الناشئة في عدد مارس عام 2013 مجلة أسواق بلومبيرغ، وتم تقييم ناميبيا قبل المغرب (19) وجنوب أفريقيا (15)، وزامبيا (14). في جميع أنحاء العالم، كما كان أداء ناميبيا أفضل من المجر والبرازيل والمكسيك. صنفت مجلة أسواق بلومبيرغ أعلى 20 استنادا إلى معايير أكثر من اثني عشر. وجاءت البيانات من إحصاءات بلومبرج الخاصة في الأسواق المالية، وتوقعات صندوق النقد الدولي والبنك الدولي. تم تصنيف الدول أيضا على مجالات ذات أهمية خاصة للمستثمرين الأجانب: سهولة ممارسة أنشطة الأعمال، والمستوى المتصور من الفساد والحرية الاقتصادية. من أجل جذب الاستثمار الأجنبي، جعلت الحكومة أدى التحسن في الحد من الروتين الحكومي المفرط من الأنظمة مما جعل البلاد واحدة من أقل الأماكن البيروقراطية في القيام بأعمال تجارية في المنطقة. ومع ذلك، وطالب دفعات التيسير في بعض الأحيان من قبل الجمارك بسبب الإجراءات الجمركية مرهقة ومكلفة. تصنف ناميبيا أيضا كبلد عالي متوسط الدخل من قبل البنك الدولي، وتحتل المرتبة 87 من أصل 185 اقتصادا من حيث سهولة ممارسة أنشطة الأعمال.
تكلفة المعيشة في ناميبيا مرتفعة نسبيا لأن معظم السلع بما في ذلك الحبوب تحتاج إلى المستورد. احتكار العمل في بعض القطاعات يسبب الحجوزات ربح أعلى ومزيد من رفع الأسعار. في العاصمة ويندهوك تحتل حاليا المرتبة 150 المكان الأغلى في العالم للمغتربين للعيش.
الضرائب في ناميبيا تشمل ضريبة الدخل الشخصي، والتي تنطبق على مجموع الدخل الخاضع للضريبة للفرد ويتم فرض ضرائب على جميع الأفراد بمعدلات هامشية تدريجية خلال سلسلة من الأقواس الدخل. إضافة لضريبة القيمة (VAT) تنطبق على معظم السلع والخدمات.

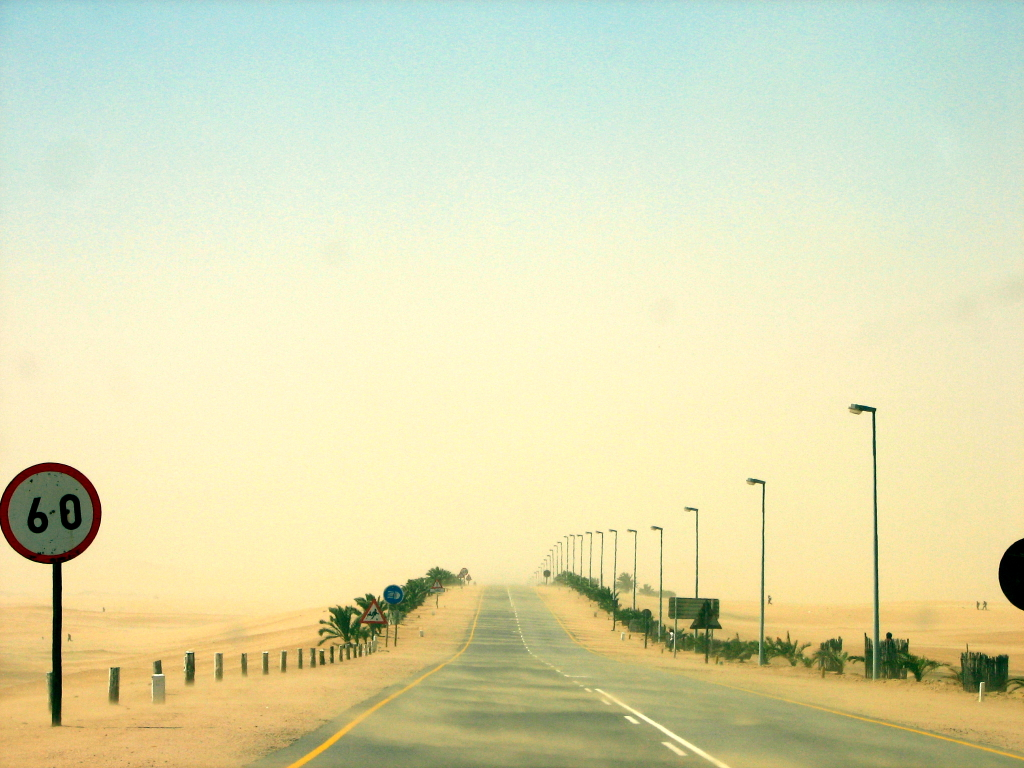
في B2 بين سواكوبموند ووالفيز باي، وناميبيا.

على الرغم من الطبيعة النائية في معظم أنحاء البلاد، ناميبيا لديها الموانئ والمطارات والطرق السريعة، والسكك الحديدية (ضيقة عيار). وتسعى البلاد لتصبح مركزا للنقل الإقليمي، بل لديها ميناء هام والعديد من الدول المجاورة غير الساحلية. الهضبة الوسطى تخدم بالفعل كممر النقل من أكثر كثافة سكانية من الشمال إلى جنوب أفريقيا، ومصدر أربعة أخماس واردات ناميبيا.

### الزراعة

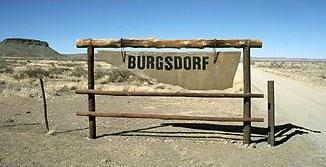
الترحيب علامة Burgsdorf المزرعة في هارداب.

ما يقرب من نصف السكان يعتمدون على الزراعة (زراعة الكفاف إلى حد كبير) لكسب الرزق، ولكن مع ذلك ناميبيا لا تزال تستورد بعض من احتياجاتها الغذائية. على الرغم من أن الناتج المحلي الإجمالي للفرد الواحد هو خمسة أضعاف الناتج المحلي الإجمالي للفرد الواحد من أفقر بلدان أفريقيا، فإن الغالبية من الناس بناميبيا يعيشون في المناطق الريفية وموجودة على طريقة الكفاف من الحياة. ناميبيا لديها واحد من أعلى معدلات عدم المساواة في الدخل في العالم، ويرجع ذلك جزئيا إلى حقيقة أن هناك الاقتصاد الحضري واقتصاد النقدية أقل أكثر في المناطق الريفية. وبالتالي فإن أرقام التفاوت تأخذ في الاعتبار الأشخاص الذين لا يعتمدون فعليا على الاقتصاد الرسمي لبقائهم على قيد الحياة. على الرغم من أن الأراضي الصالحة للزراعة تمثل 1٪ فقط من ناميبيا، ويعمل ما يقرب من نصف السكان في الزراعة.
حوالي 4,000، معظمهم من البيض، مزارعين تجاريين يملكون ما يقرب من نصف الأراضي الصالحة للزراعة في ناميبيا. إن حكومات ألمانيا وبريطانيا تمول عملية إصلاح الأراضي في ناميبيا، كما تخطط ناميبيا لبدء مصادرة الأراضي من المزارعين البيض لإعادة توطين المعدمين الناميبيين السود.
وقد تم التوصل إلى اتفاق بشأن خصخصة عدة شركات أكثر في السنوات المقبلة، على أمل أن يؤدي ذلك إلى تحفيز الاستثمار الأجنبي التي تشتد الحاجة إليها. ومع ذلك، إعادة استثمار رؤوس الأموال المستمدة بيئيا قد أعاقه الناميبي الدخل للفرد الواحد. واحدة من أسرع المناطق نموا في التنمية الاقتصادية في ناميبيا هو نمو الصون الحياة البرية. هذه الصون لها أهمية خاصة لسكان الريف العاطلين عن العمل عموما.
وقد تم اكتشاف طبقة المياه الجوفية تسمى «أوهانغوينا الثاني»، وقادرة على تزويد 800,000 شخص في الشمال لمدة 400 سنة، ويقدر. الخبراء أن ناميبيا لديها 7720 KM3 من المياه الجوفية

### التعدين والكهرباء
توفير 25 ٪ من الإيرادات بناميبيا والتعدين هي واحدة المساهم الأكثر أهمية بالنسبة للاقتصاد. ناميبيا هي رابع أكبر مصدر للمعادن غير النفطية في أفريقيا ورابع أكبر منتج لليورانيوم في العالم. كان هناك استثمارات كبيرة في استخراج اليورانيوم ويتم تعيين ناميبيا لتصبح أكبر مصدر لليورانيوم بحلول عام 2015. ريتش رواسب الألماس الغريني جعل ناميبيا المصدر الرئيسي للألماس ذو جودة الأحجار الكريمة. في حين أن المعروف في الغالب لناميبيا لها جوهرة الألماس الودائع واليورانيوم، يتم استخراج عدد من المعادن الأخرى صناعيا مثل الرصاص والتنغستن والذهب والقصدير والفلورسبار والمنجنيز والرخام والنحاس والزنك. هناك رواسب الغاز البحرية في المحيط الأطلسي التي خططت لاستخراجها في المستقبل. وفقا ل «التحقيق الماس»، وهو كتاب عن سوق الألماس العالمي، من عام 1978، دي بيرز، أكبر شركة الماس، واشترت معظم الألماس في ناميبيا، وستواصل القيام بذلك، لأن «أي حكومة تأتي في نهاية المطاف إلى السلطة سوف تحتاج هذه الإيرادات من أجل البقاء».
إمدادات التيار الكهربائي المنزلي هو 220V AC. يتم توليد الكهرباء بشكل رئيسي من قبل محطات توليد الطاقة الحرارية والكهرومائية. طرق غير تقليدية لتوليد الكهرباء أيضا أن تلعب دورا مهم. بتشجيع من رواسب اليورانيوم الغني تخطط الحكومة الناميبية لإقامة أول محطة للطاقة النووية بحلول عام 2018، ومن المتوقع أيضا أن يحدث تخصيب اليورانيوم محليا.

### السياحة

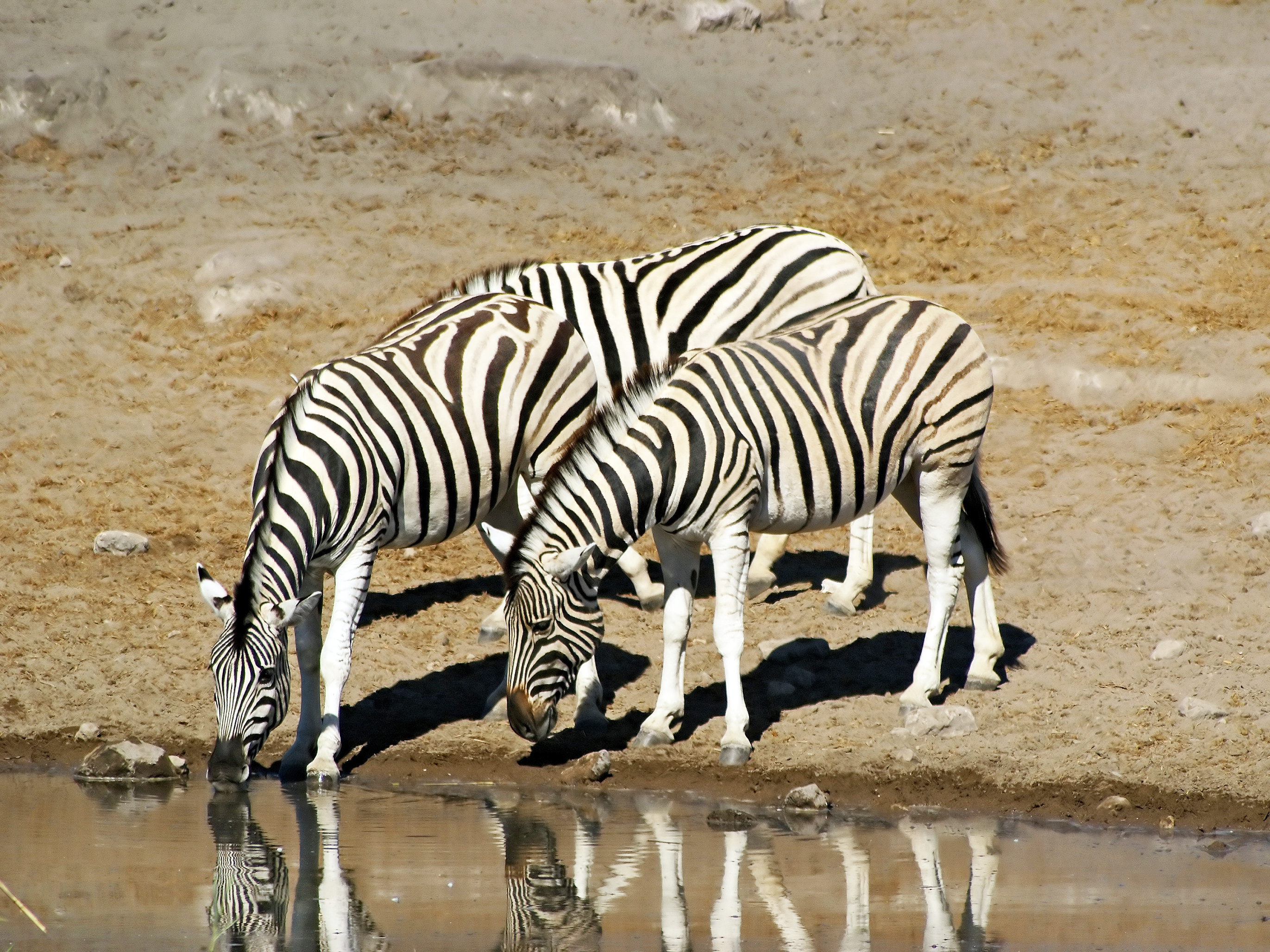
مثال ناميبيا الحياة البرية، و السهول زيبرا، والتركيز واحد من السياحة

السياحة هي المساهم الرئيسي (14.5٪) من الناتج المحلي الإجمالي في ناميبيا، وتوفر عشرات الآلاف من فرص العمل (18.2٪ من مجموع العمالة) بشكل مباشر أو غير مباشر وخدمة أكثر من مليون سائح سنويا. البلد هو من بين الوجهات الرئيسية في أفريقيا وكما هو معروف عن السياحة البيئية والذي يتميز الحياة البرية واسعة النطاق في ناميبيا.
هناك العديد من النزل والاحتياطيات لاستيعاب السياح بيئة. رياضة الصيد هي أيضا عنصر كبير، ومتنام من الاقتصاد الناميبي، وهو ما يمثل 14٪ من إجمالي السياحة في عام 2000، أو 19600000 $ دولار أمريكي، مع ناميبيا ويضم العديد من الأنواع المرغوبة من قبل الصيادين الرياضية الدولية. وبالإضافة إلى ذلك، أصبحت الرياضة المتطرفة مثل على الرمال، والقفز بالمظلات 4x4ing شعبية، والعديد من المدن والشركات التي تقدم جولات. وتشمل الأماكن الأكثر زيارة قطاع كابريفي، سمك نهر الوادي، سوسوسفلي، حديقة ساحل الهيكل العظمي، سيسريم، إيتوشا عموم المدن الساحلية من سواكوبموند، والفيز باي وودريتز.

## التركيبة السكانية

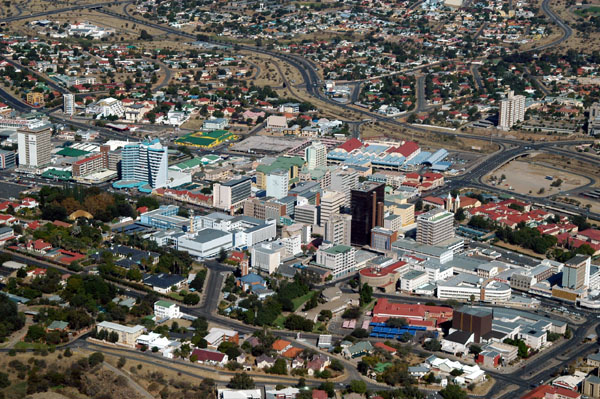
العاصمة ويندهوك

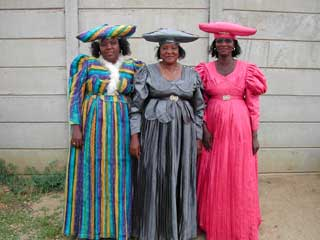
مجموعة نساء من شعب هيريرو، ويندهوك، ناميبيا

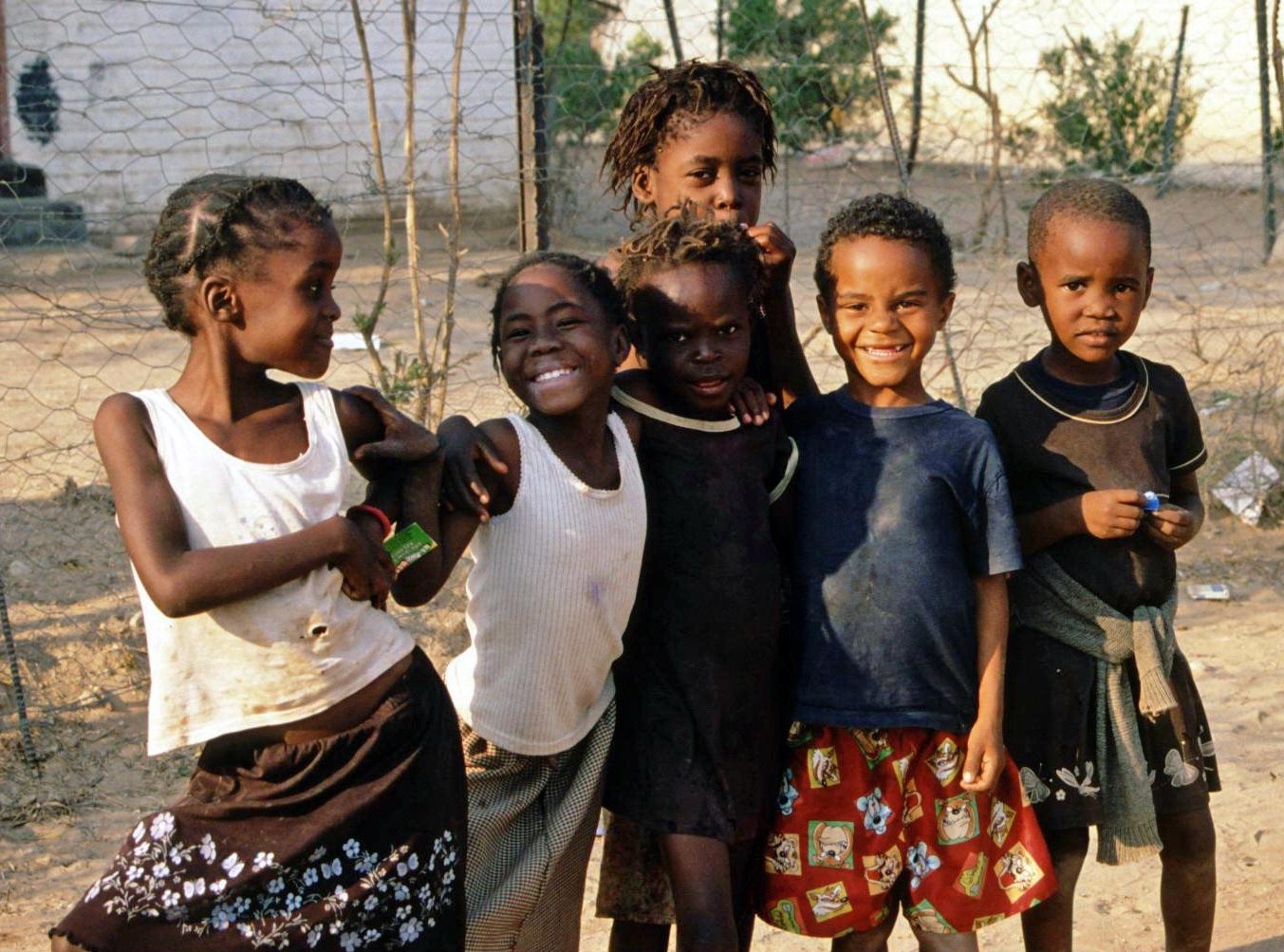
الأطفال في ناميبيا

يبلغ عدد سكان ناميبيا نحو 2,128,471 نسمة. ويشكل الأفارقة نحو 90% من إجمالي السكان، بينما لا تزيد نسبة البيض عن 7%. وترجع أغلبية الأفارقة في أصولها السلالية إلى العديد من الجماعات العرقية المختلفة، ومن أكبر هذه السلالات العرقية جماعات الأوفامبو التي تُنْطق أحيانًا أوامبو. وتشكل هذه الجماعات أكثر من 50% من إجمالي عدد سكان ناميبيا. وتعيش جماعات الأوفامبو في المناطق الشمالية المتاخمة لحدود أنغولا، والتي تعرف باسم بلاد الأوفامبو. وهناك جماعات أخرى تقطن في المناطق الشمالية منها الكافانقو التي تعيش على مقربة من نهر أوكافانقو والكابريفي، وتقطن الأخيرة في الطرف الجنوبي الشرقي من منطقة تُسمى قطاع كابريفي. وتقطن الأجزاء الوسطى من ناميبيا جماعات تُسمى الدامارا والهيريرو. وفي الأطراف الشرقية يعيش قاطنو الأدغال ويسمون سان. هذا إلى جانب الجماعات المسماة تسوانا. وإلى الجنوب من وندهوك تعيش جماعات ذات أصول عرقية مختلطة، ومن بين هذه الجماعات الباسترز، التي تقيم في ريهوبوث أو حولها ثم مجموعة الناما التي تقطن في المناطق الأكثر عمقًا إلى الجنوب.
أما الأقلية البيضاء المقيمة في ناميبيا فترجع في أصولها العرقية إلى الهولنديين القادمين من جنوب إفريقيا، وإلى كل من بريطانيا وألمانيا. وتسكن ناميبيا مجموعة عرقية أخرى يطلق عليها اسم الملونين وترجع هذه المجموعة في أصولها السلالية إلى جماعات هجين نزحت من جنوب إفريقيا إلى ناميبيا. وتتركز تجمعات البيض والملونين في المدن والمراكز الحضرية.
ويعتمد معظم سكان المناطق الشمالية من ناميبيا في حياتهم على صيد الأسماك وزراعة المحاصيل، فضلاً عن تربية الدواجن والطيور وبعض الحيوانات. ويعمل العديد من أبناء أوفامبو وكافانقو في مناجم النحاس في تسومب وفي مناجم الماس الواقعة بالقرب من الأطراف الجنوبية للبلاد. أما بالنسبة للمناطق الريفية الواقعة إلى الجنوب من بلاد أوفامبو فنجد أن معظم السكان يعملون في فلاحة الأرض، وتربية الحيوانات. ويتولى معظم الأوروبيين وظائف إدارية في المراكز والمناطق الحضرية. وبالرغم من أن هناك تفاوتًا في المستوى المعيشي للجماعات الإفريقية المختلفة إلا أن طبيعة الحياة تتطلب من الإفريقيين ضرورة الكفاح من أجل توفير لقمة العيش. وبصفة عامة، فإن معدلات دخول البيض تزيد كثيرًا عن مثيلاتها لدى السكان الأصليين. وبحصول ناميبيا على استقلالها سعت الحكومات الوطنية إلى رفع المستوى المعيشي والاقتصادي للمواطنين الأصليين وتحسينه.

### اللغة

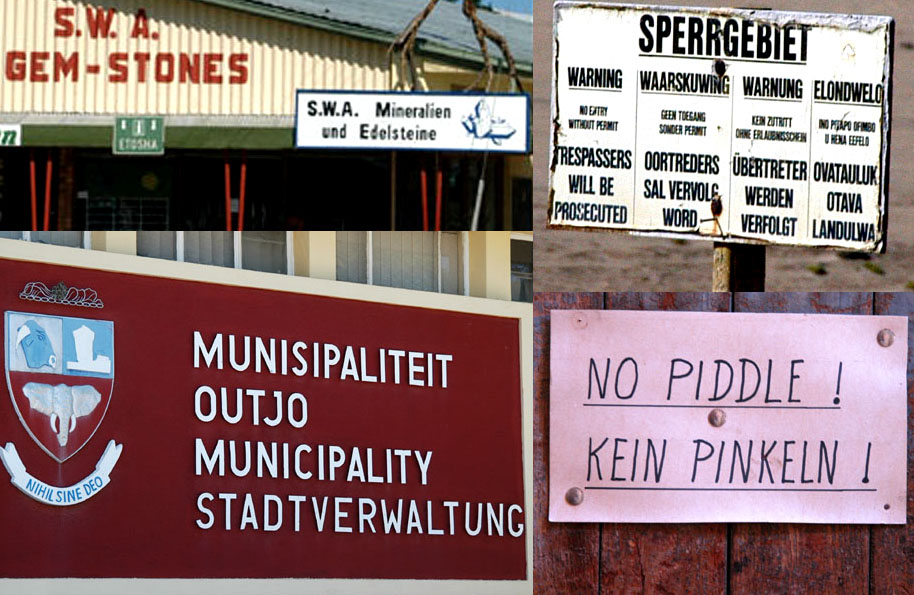
اللغات الأربع المنتشرة ومنها الألمانية والإنجليزية.

اللغة الرسمية للبلاد هي الإنجليزية إلا أن اللغة الألمانية وبعض اللهجات المحلية شائعة الاستعمال والأفريكانية أيضا، علماً بأن اللغة الألمانية كانت لغة رسمية خلال القرن العشرين، وفي عام 1990م تم استبدال اللغة الرسمية من الألمانية إلى اللغة الإنجليزية.

### الديانة
المسيحية هي الدين الأول للبلاد وأكثر المسيحيين يتبعون الكنيسة البروتستانية، ويناهز عدد المسلمين 70000 أكثرهم مهاجرون ويمثلون حوالي نسبة 3% من إجمالي عدد السكان.

### الصحة
انتشار مرض الإيدز مشكلة كبيرة في ناميبيا. مع أن نسبة الإصابة بفيروس نقص المناعة البشرية (HIV) في ناميبيا منخفضة مقارنةً مع جارتها الشرقية بوتسوانا، 15% تقريبًا من البالغين مصابون بالفيروس. في 2001، كان هناك توقع بوجود 210,000 إنسان يعيش مع هيف\أيدز، وتوقع عدد الموتى منهم في 2003 كان 16,000. وباء الهيف\أيدز يعتبر مرضًا قاتلًا وكما قلل من عدد العاملين، وعدد الأيتام قد زاد. على الحكومة تأمين تعليم، غذاء، مأوى وملابس لهؤلاء الأيتام.

### التعليم

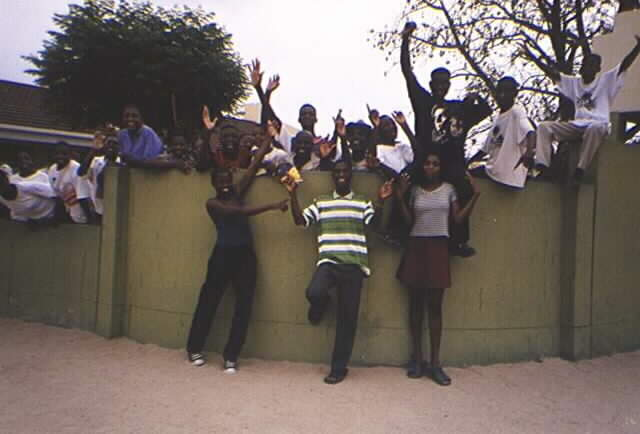
طلاب المدارس الثانوية

ناميبيا لديها التعليم الإلزامي المجاني لمدة 10 سنوات تتراوح أعمارهم بين 6 و 16. الصفوف 1-7 هي المرحلة الابتدائية، الصفوف 8-12 الثانوية. في عام 1998، كان هناك 400325 طالباً ناميبيا في المدارس الابتدائية و115237 طالباً في المدارس الثانوية. ويتم تنظيم قدرت نسبة التلاميذ إلى المعلمين في عام 1999 في 32:1، مع حوالي 8٪ من الناتج المحلي الإجمالي التي تنفق على التعليم. تطوير المناهج، والبحوث التربوية، والتنمية المهنية للمعلمين مركزياً من قبل المعهد الوطني للتطوير التربوي (NIED).
معظم المدارس في ناميبيا تديرها الدولة، ولكن عدد قليل من المدارس الخاصة هي أيضا جزء من النظام التعليمي في البلاد. هناك أربع كليات لتدريب المعلمين، وثلاث كليات الزراعة وكلية تدريب الشرطة، وهو البوليتكنيك على المستوى الجامعي، والجامعة الوطنية.
حازت ناميبيا المركز 96 في مؤشر الابتكار العالمي عام 2023. لكنها تراجعت للمركز 102 وفق مؤشر عام 2024.

## الثقافة

### الرياضة
الرياضة الأكثر شعبية في ناميبيا هي كرة القدم، تأهل المنتخب الناميبي لكأس الأمم الأفريقية في 2008 لكنه لم يتأهل لأي بطولة كأس عالم. ومع ذلك، فإن المنتخب الوطني الأكثر نجاحا هو فريق لعبة الركبي ناميبيا، بعد أن شارك في أربع بطولات لكأس العالم منفصلة. وكانت ناميبيا المشاركين في نهائيات كأس العالم للرجبي عام 1999، 2003، 2007 و 2011. الكريكيت هي أيضًا شعبية، مع المنتخب بعد أن لعب في كأس العالم للكريكيت 2003.
وقد لعبت مضمنة الهوكي لأول مرة في عام 1995، وأصبح أيضا أكثر شعبية في السنوات الأخيرة. شاركت المرأة في منتخب الهوكي الوطني في عام 2008 التنوب بطولة العالم. ناميبيا هي موطن لواحد من أصعب السباقات القدم في العالم، وسباق الماراثون فائقة الناميبي. الرياضي الأكثر شهرة من ناميبيا هو بالتأكيد فرانكي فريدريكس، العداءة (100 و 200 م). فاز بأربع ميداليات الفضية الأولمبية (1992، 1996)، وأيضا لديه ميداليات من عدة ألعاب القوى بطولة العالم. وكما هو معروف أنه للأنشطة الإنسانية في ناميبيا وأخرى.
تأسس القفز بالمظلات في نادي سواكوبموند في عام 1974، وتعمل حتى اليوم من مطار سواكوبموند.

### وسائل الاعلام
على الرغم من أن سكان ناميبيا هو صغير نسبيا، وبلد لديه خيار متنوعة من وسائل الإعلام: اثنان محطات التلفزيون، والمحطات الإذاعية 19 (دون احتساب المحطات المجتمع)، و 5 صحف يومية، أسبوعية والعديد من المطبوعات الخاصة تنافس على انتباه الجمهور. بالإضافة إلى ذلك، قدر مذكور من وسائل الإعلام الأجنبية، وخاصة جنوب أفريقيا، هو متاح. وتقوم وسائل الإعلام عبر الإنترنت في الغالب على محتويات منشور طباعة. ناميبيا لديها وكالة الصحافة المملوكة للدولة، ودعا نامبا.
كانت أول صحيفة في ناميبيا Windhoeker انتسيجر، التي تأسست 1898. وقدم الراديو في عام 1969، والتلفزيون في عام 1981. خلال الحكم الألماني، عكست الصحف أساسا واقع المعيشة ورأي الأقلية البيض الناطقة بالألمانية. تم تجاهل الأغلبية السوداء أو يصور على أنه تهديد. خلال حكم جنوب أفريقيا، واصل التحيز الأبيض، مع تأثير مذكور الحكومة بريتوريا على النظام وسائل الاعلام «جنوب غرب أفريقيا». واعتبرت الصحف المستقلة باعتبارها خطرا على النظام القائم، هدد الصحفيين الناقدين.
وتشمل الصحف اليومية والمنشورات الخاصة وناميبيا، ويموت Republikein، ألجماينه تسايتونج وناميبيا الشمس فضلا عن عصر جديد المملوكة للدولة. باستثناء لأكبر صحيفة، وناميبيا، وهي مملوكة من قبل الثقة، والصحف الخاصة الأخرى المذكورة هي جزء من وسائل الإعلام الديمقراطية القابضة.
الصحف مذكور الأخرى هي Informanté التابلويد المملوكة من قبل TrustCo، والأسبوعية ويندهوك المراقب، والأسبوعية ناميبيا الاقتصاديين، فضلا عن الإقليمية ناميب تايمز. وتشمل المجلات الشؤون الجارية انسايت ناميبيا ورئيس نسبيا التركيز الجديد. مجلة شقيقة ناميبيا تبرز باعتبارها أطول مجلة منظمة غير حكومية تعمل في ناميبيا، في حين ناميبيا الرياضة هي مجلة الرياضة الوطنية فقط. علاوة على ذلك، ويكمل سوق الطباعة مع منشورات الحزب، طالب الصحف والمطبوعات والعلاقات العامة.
ويهيمن قطاع البث من قبل الناميبي الإذاعة التي تديرها الدولة (ان بي سي). مذيع العامة تقدم محطة تلفزيون فضلا عن «الإذاعة الوطنية» في اللغة الإنجليزية وتسعة الخدمات اللغوية في اللغات التي يتحدث بها محليا. وتسع محطات إذاعية خاصة في البلاد هي أساسا قنوات باللغة الإنجليزية، باستثناء راديو Omulunga (Oshiwambo) وكوزموس 94.1 (الأفريكانية). وقد تنافس القطاع الخاص الذي عقد واحد أفريقيا التلفزيون مع ان بي سي منذ 2000.
مقارنة بالدول المجاورة، وناميبيا لديها درجة كبيرة من حرية وسائل الإعلام. على مدى السنوات الماضية، فإن البلاد في المرتبة عادة في الربع العلوي من مؤشر حرية الصحافة مراسلون بلا حدود، ليصل إلى موقف 21 في عام 2010، ويجري على قدم المساواة مع كندا والبلاد الأفريقية في وضع أفضل. يظهر مقياس وسائل الإعلام الأفريقية نتائج إيجابية مماثلة. [بحاجة لمصدر] ومع ذلك، كما هو الحال في بلدان أخرى، لا يزال هناك تأثير مذكور من ممثلي الدولة والاقتصاد في وسائل الإعلام في ناميبيا وفي عام 2009، انخفض ناميبيا لوضع 36 في مؤشر حرية الصحافة. في عام 2013، كان 19.
وتتمثل وسائل الاعلام والصحفيين في ناميبيا من الفصل الناميبي المعهد الإعلامي لجنوب أفريقيا ومنتدى المحررين ناميبيا. تم تعيين أمين مظالم وسائل الإعلام المستقلة في عام 2009 لمنع مجلس وسائل الإعلام التي تسيطر عليها الدولة.

### الحواشي
1. ↑   https://www.britannica.com/place/Windhoek. اطلع عليه بتاريخ 2025-05-08. {{استشهاد ويب}}: |url= بحاجة لعنوان (مساعدة) والوسيط |title= غير موجود أو فارغ (من ويكي بيانات) (مساعدة)
2. 1 2 3 4 5 6 7 8 9 10 11 12 13  . قاعدة بيانات البنك الدولي. {{استشهاد ويب}}: الوسيط |title= غير موجود أو فارغ (من ويكي بيانات) (مساعدة) والوسيط |مسار= غير موجود أو فارع (مساعدة)
3. ↑  "Demographic and socio-economic". مؤرشف من الأصل في 2019-06-10.
4. 1 2 3  ""World Economic Outlook Database, October 2023 (Namibia)"". صندوق النقد الدولي. 10 أكتوبر 2023. مؤرشف من الأصل في 2023-12-12. اطلع عليه بتاريخ 2024-12-04.
5. ↑  "GDP, PPP (current international $) / Data" [en]. قاعدة بيانات البنك الدولي. البنك الدولي. مؤرشف من الأصل في 2019-05-02. اطلع عليه بتاريخ 2019-06-08.
6. ↑   نسخة محفوظة 2 ديسمبر 2020 على موقع واي باك مشين.
7. ↑   https://web.archive.org/web/20190404033335/https://www.imf.org/external/datamapper/NGDP_RPCH@WEO?year=2016. مؤرشف من الأصل في 2019-04-04. {{استشهاد ويب}}: الوسيط |title= غير موجود أو فارغ (مساعدة)
8. ↑  "Total reserves (includes gold, current US$) / Data" [en]. قاعدة بيانات البنك الدولي. البنك الدولي. مؤرشف من الأصل في 2019-06-12. اطلع عليه بتاريخ 2019-05-01.
9. ↑   https://data.worldbank.org/indicator/SI.POV.GINI. {{استشهاد ويب}}: |url= بحاجة لعنوان (مساعدة) والوسيط |title= غير موجود أو فارغ (من ويكي بيانات) (مساعدة)
10. ↑  تقرير التنمية البشرية، برنامج الأمم المتحدة الإنمائي، 2022، QID:Q1185686
11. ↑  "Unemployment, total (% of total labor force) (modeled ILO estimate) / Data" [en]. مؤرشف من الأصل في 2019-06-12. اطلع عليه بتاريخ 2020-1-25.
12. ↑   https://www.met.gov.na/visit-namibia/currency-and-getting-around/101/. {{استشهاد ويب}}: |url= بحاجة لعنوان (مساعدة) والوسيط |title= غير موجود أو فارغ (من ويكي بيانات) (مساعدة)
13. ↑   https://www.bon.com.na/Learn/Explore-Currency.aspx. اطلع عليه بتاريخ 2025-05-20. {{استشهاد ويب}}: |url= بحاجة لعنوان (مساعدة) والوسيط |title= غير موجود أو فارغ (من ويكي بيانات) (مساعدة)
14. ↑   https://web.archive.org/web/20190404033339/https://www.imf.org/external/datamapper/PCPIEPCH@WEO?year=2016. مؤرشف من الأصل في 2019-04-04. {{استشهاد ويب}}: الوسيط |title= غير موجود أو فارغ (مساعدة)
15. ↑  "International Numbering Resources Database" (بالإنجليزية). Retrieved 2016-07-08.
16. ↑  New Era (بالإنجليزية), QID:Q1164552
17. ↑  Spriggs, A. (2001) "Africa: Namibia". Terrestrial Ecoregions. World Wildlife Fund.
18. ↑  Joubert، Bruce. "An historical perspective on animal power use in South Africa" (PDF). Animal Traction Network for Eastern and Southern Africa. مؤرشف من الأصل (PDF) في 2016-10-20.
19. ↑  "German South West Africa". Encyclopædia Britannica. مؤرشف من الأصل في 2008-06-22. اطلع عليه بتاريخ 2008-04-15.
20. ↑  Drechsler, Horst (1980). The actual number of deaths in the limited number of battles with the Germany Schutztruppe (expeditionary force) were limited, most of the deaths occurred after fighting had ended due to the extermination order issued by the German military governor Lotha von Trotha. A substantial minority of Herero crossed the Kalahari desert into the British colony of Bechuanaland (modern-day Botswana) where a small community continues to live in western Botswana near to border with Namibia Let us die fighting, originally published (1966) under the title "Südwestafrika unter deutsche Kolonialherrschaft". Berlin: Akademie-Verlag.
21. ↑  Adhikari, Mohamed (2008). "'Streams of Blood And Streams of Money': New Perspectives on the Annihilation of the Herero and Nama Peoples of Namibia, 1904–1908". Kronos. ج. 34: 303–320. JSTOR:41056613.
22. ↑  Madley, Benjamin (2005). "From Africa to Auschwitz: How German South West Africa Incubated Ideas and Methods Adopted and Developed by the Nazis in Eastern Europe". European History Quarterly. ج. 35 ع. 3: 429–464. DOI:10.1177/0265691405054218. says it influenced Nazis.
23. ↑  "Namibia's German Genocide". Dailymail.co.uk. 7 فبراير 2009. مؤرشف من الأصل في 2019-05-14. اطلع عليه بتاريخ 2013-09-10.
24. ↑  Reinhart Kössler, and Henning Melber, "Völkermord und Gedenken: Der Genozid an den Herero und Nama in Deutsch-Südwestafrika 1904–1908," ("Genocide and memory: the genocide of the Herero and Nama in German South-West Africa, 1904–08") Jahrbuch zur Geschichte und Wirkung des Holocaust 2004: 37–75
25. ↑  "Namibian War of Independence 1966–1988". Armed Conflict Events Database. مؤرشف من الأصل في 2013-10-18. اطلع عليه بتاريخ 2009-11-30.
26. ↑  Petronella Sibeene (17 أبريل 2009). "Swapo Party Turns 49". New Era  [لغات أخرى]‏. مؤرشف من الأصل في 2012-09-07.{{استشهاد بخبر}}:  صيانة الاستشهاد: علامات ترقيم زائدة (link)
27. ↑  "Klaus Dierks Chronology of Namibian History, 1977". Klausdierks.com. 19 أغسطس 1977. مؤرشف من الأصل في 2016-03-03. اطلع عليه بتاريخ 2013-09-10.
28. ↑  Tapscott, Chris (يناير 1994). "Land reform in Namibia: Why not?". Southern African Report. ج. 9 ع. 3: 12. مؤرشف من الأصل في 2010-12-24.
29. ↑  "Chronology of Namibian Independence". Klausdierks.com. مؤرشف من الأصل في 2017-10-23. اطلع عليه بتاريخ 2010-06-26.
30. ↑  "Country report: Spotlight on Namibia". كومنولث (مصطلح) Secretariat. 25 مايو 2010. مؤرشف من الأصل في 2020-03-24. اطلع عليه بتاريخ 2019-09-05.{{استشهاد ويب}}:  صيانة الاستشهاد: BOT: original URL status unknown (link)
31. 1 2  "IRIN country profile Namibia". IRIN. مارس 2007. مؤرشف من الأصل في 2010-02-17. اطلع عليه بتاريخ 2010-07-12.
32. ↑  "Paper and digital Climate Section". Namibia Meteorological Services
33. ↑  "The Rainy Season". Real Namibia. مؤرشف من الأصل في 2016-01-01. اطلع عليه بتاريخ 2010-07-28.
34. 1 2 3  "Namibia". موسوعة بريتانيكا. مؤرشف من الأصل في 2020-02-25. اطلع عليه بتاريخ 2010-07-28.
35. ↑  Olszewski، John (13 مايو 2009). "Climate change forces us to recognise new normals". Namibia Economist. مؤرشف من الأصل في 2011-05-13.
36. ↑  Olszewski، John (25 يونيو 2010). "Understanding Weather – not predicting it". Namibia Economist. مؤرشف من الأصل في 2010-12-07.
37. ↑  Adams، Gerry (15 أبريل 2011). "Debilitating floods hit northern and central Namibia". United Nations Radio. مؤرشف من الأصل في 2016-12-20.
38. ↑  van den Bosch، Servaas (29 مارس 2011). "Heaviest floods ever in Namibia". The Namibian. مؤرشف من الأصل في 2017-09-25.
39. 1 2  Stefanova, Kristina (August 2005). Protecting Namibia’s Natural Resources. usinfo.state.gov نسخة محفوظة 27 ديسمبر 2016 على موقع واي باك مشين.
40. ↑  Community Based Natural Resource Management (CBNRM) Programme Details (n.d.).
41. ↑  Nature in Local Hands: The Case for Namibia's Conservancies. UNEP, UNDP, WRI, and World Bank. 2005. نسخة محفوظة 27 ديسمبر 2016 على موقع واي باك مشين. [وصلة مكسورة]
42. ↑  Namibia: Constitution. eisa.org.za. Updated July 2005 نسخة محفوظة 15 أكتوبر 2016 على موقع واي باك مشين.
43. ↑  Shivute، Peter (2008). "Foreword". في Bösl، Anton؛ Horn، Nico (المحررون). The Independence of the Judiciary in Namibia (PDF). Publications sponsored by مؤسسة كونراد أديناور  [لغات أخرى]‏. Macmillan Education Namibia. ص. 10. ISBN:978-99916-0-807-5. مؤرشف من الأصل (PDF) في 2013-10-23.{{استشهاد بكتاب}}:  صيانة الاستشهاد: علامات ترقيم زائدة (link)
44. ↑  "SWAPO:Dominant party?". Swapoparty.org. مؤرشف من الأصل في 2016-03-03.
45. ↑  "Africa and the CON". Africanhistory.about.com. مؤرشف من الأصل في 2016-09-20.
46. ↑  Hopwood، Graham (فبراير 2012). "Flying high". insight Namibia.
47. ↑  Nakale، Albertina (9 أغسطس 2013). "President divides Kavango into two". New Era  [لغات أخرى]‏. مؤرشف من الأصل في 2018-03-16.{{استشهاد بخبر}}:  صيانة الاستشهاد: علامات ترقيم زائدة (link)
48. ↑  "Namibia National Council". الاتحاد البرلماني الدولي. مؤرشف من الأصل في 2016-03-03. اطلع عليه بتاريخ 2010-07-14.
49. ↑  "Local Authorities". Association of Local Authorities in Namibia. مؤرشف من الأصل في 2019-02-16. اطلع عليه بتاريخ 2013-09-10.
50. ↑  Namibia  على كتاب حقائق العالم
51. ↑  "Namibia". UCB Libraries GovPubs. مؤرشف من الأصل في 2016-03-03.
52. 1 2  "Background Note:Namibia". وزارة الخارجية الأمريكية. 26 أكتوبر 2010. مؤرشف من الأصل في 2019-05-12.
53. ↑  "Bank of Namibia (BoN)". مؤرشف من الأصل في 2019-04-23. اطلع عليه بتاريخ 2011-04-03.
54. ↑  Namibia Labour Force Survey Report 2012. nsa.org.na نسخة محفوظة 5 مارس 2016 على موقع واي باك مشين.
55. ↑  Duddy, Jo-Mare (4 February 2010) "Half of all Namibians unemployed". The Namibian نسخة محفوظة 24 فبراير 2014 على موقع واي باك مشين. [وصلة مكسورة]
56. ↑  Ndjebela، Toivo (18 نوفمبر 2011). "Mwinga speaks out on his findings". New Era  [لغات أخرى]‏. مؤرشف من الأصل في 2013-10-02.{{استشهاد بخبر}}:  صيانة الاستشهاد: علامات ترقيم زائدة (link)
57. ↑  Mongudhi, Tileni (3 February 2010 ) "Tender Board tightens rules to protect jobs". The Namibian نسخة محفوظة 24 فبراير 2014 على موقع واي باك مشين. [وصلة مكسورة]
58. ↑  "Snapshot of Namibia Country Profile". Business Anti-Corruption Portal. مؤرشف من الأصل في 2016-08-23. اطلع عليه بتاريخ 2014-02-06.
59. ↑  "Namibia". Doingbusiness.org. 10 يناير 2013. مؤرشف من الأصل في 2018-07-26. اطلع عليه بتاريخ 2013-09-10.
60. ↑  "Namibia, Windhoek Cost of Living". مؤرشف من الأصل في 2013-10-18.
61. ↑  PAYE12 Volume 18 published by The Ministry of Finance in Namibia
62. 1 2  World Almanac. 2004.
63. ↑  LaFraniere, Sharon (25 December 2004) Tensions Simmer as Namibia Divides Its Farmland", The New York Times نسخة محفوظة 28 مايو 2015 على موقع واي باك مشين.
64. ↑  "NAMIBIA: Key step in land reform completed". IRIN Africa. 1 أكتوبر 2004. مؤرشف من الأصل في 2011-09-10. اطلع عليه بتاريخ 2013-09-10.
65. ↑  Lange, Glenn-marie (2004). "Wealth, Natural Capital, and Sustainable Development: Contrasting Examples from Botswana and Namibia". Environmental & Resource Economics. ج. 29 ع. 3: 257–83. DOI:10.1007/s10640-004-4045-z.
66. ↑  McGrath، Matt (20 يوليو 2012). "Vast aquifer found in Namibia could last for centuries". BBC World. مؤرشف من الأصل في 2019-04-02. اطلع عليه بتاريخ 2013-09-10.
67. ↑  McGrath، Matt (20 أبريل 2012). "'Huge' water resource exists under Africa". BBC World Service. مؤرشف من الأصل في 2019-04-02. اطلع عليه بتاريخ 2013-09-10.
68. ↑  MacDonald AM، Bonsor HC، Dochartaigh BÉ، Taylor RG (2012). "Quantitative maps of groundwater resources in Africa". Environ. Res. Lett. ج. 7 ع. 2: 024009. DOI:10.1088/1748-9326/7/2/024009.
69. ↑  Publications/Environmental Information Sheets/Development and Environment/4. Mining in Namibia.pdf "Mining in Namibia" (PDF). NIED. مؤرشف من الأصل (PDF) في 2013-10-18. اطلع عليه بتاريخ 2010-06-26. {{استشهاد ويب}}: تحقق من قيمة |مسار أرشيف= (مساعدة)
70. ↑  Oancea, Dan (فبراير 2008). "Mining Uranium at Namibia's Langer Heinrich Mine" (PDF). MINING.com. مؤرشف من الأصل (PDF) في 2016-03-04.
71. ↑  Oancea, Dan (6 نوفمبر 2006). "Deep-Sea Mining and Exploration". Technology.infomine.com. مؤرشف من الأصل في 2017-06-27.
72. ↑  "The Diamond Investigation, chapter 1 by Edward Jay Epstein, in an interview with Harry Frederick Oppenheimer owner of De Beers". Edwardjayepstein.com. 4 ديسمبر 1978. مؤرشف من الأصل في 2018-09-19. اطلع عليه بتاريخ 2013-09-10.
73. ↑  Weidlich، Brigitte (7 يناير 2011). "Uranium: Saving or sinking Namibia?". The Namibian. مؤرشف من الأصل في 2011-01-13. اطلع عليه بتاريخ 2019-09-05.{{استشهاد بخبر}}:  صيانة الاستشهاد: BOT: original URL status unknown (link)
74. ↑  "A Framework/Model to Benchmark Tourism GDP in South Africa". Pan African Research & Investment Services. مارس 2010. ص. 34. مؤرشف من الأصل في 2020-03-24. اطلع عليه بتاريخ 2019-09-05.{{استشهاد ويب}}:  صيانة الاستشهاد: BOT: original URL status unknown (link)
75. ↑  Hartman، Adam (30 سبتمبر 2009). "Tourism in good shape – Minister". The Namibian. مؤرشف من الأصل في 2017-08-27.
76. ↑  Humavindu, Michael N., Barnes, Jonothan I (أكتوبر 2003). "Trophy Hunting in the Namibian Economy: An Assessment. Environmental Economics Unit, Directorate of Environmental Affairs, Ministry of Environment and Tourism, Namibia". South African Journal of Wildlife Research. ج. 33 ع. 2: 65–70.{{استشهاد بدورية محكمة}}:  صيانة الاستشهاد: أسماء متعددة: قائمة المؤلفين (link)
77. ↑  "Namibia top tourist destinations". Namibiatourism.com.na. مؤرشف من الأصل في 2016-12-27.
78. ↑  من كتاب حقائق العالم للسي آي إيه نسخة محفوظة 15 مارس 2018 على موقع واي باك مشين.
79. ↑  Pütz, Martin (1995) "Official Monolingualism in Africa: A sociolinguistic assessment of linguistic and cultural pluralism in Africa", p. 155 in Discrimination through language in Africa? Perspectives on the Namibian Experience. Mouton de Gruyter. Berlin, ISBN 3-11-014817-X
80. ↑  "Namibia's People" (PDF). Namibia Tourism. مؤرشف من الأصل (PDF) في 2017-03-24. اطلع عليه بتاريخ 2013-09-10.
81. ↑  Duddy، Jo Maré (28 مارس 2013). "Census gives snapshot of Namibia's population". The Namibian. مؤرشف من الأصل في 2014-02-01. اطلع عليه بتاريخ 2017-08-26.
82. ↑  2011 Population and Housing Census Main Report.pdf "Namibia 2011 – Population and Housing Census Main Report" (PDF). Namibia Statistics Agency. مؤرشف من الأصل (PDF) في 2013-10-16. اطلع عليه بتاريخ 2013-09-10. {{استشهاد ويب}}: تحقق من قيمة |مسار أرشيف= (مساعدة)
83. 1 2  Central Intelligence Agency (2009). "Namibia". كتاب حقائق العالم. مؤرشف من الأصل في 2018-06-25. اطلع عليه بتاريخ 2010-01-23.
84. ↑  Sasman، Catherine (15 أغسطس 2011). "Portuguese to be introduced in schools". The Namibian. مؤرشف من الأصل في 2017-10-11. اطلع عليه بتاريخ 2012-06-24.
85. ↑  من موقع "هيف إنسايت دوت كوم" نسخة محفوظة 7 يوليو 2014 على موقع واي باك مشين.
86. ↑  (aidsinafrica.net, 2007)
87. ↑  "Namibia – Education". Encyclopedia of Nations. مؤرشف من الأصل في 2019-03-21.
88. ↑  "National Institute for Educational Development". Nied.edu.na. مؤرشف من الأصل في 2019-01-22. اطلع عليه بتاريخ 2010-06-26.
89. ↑  WIPO (13 Dec 2023). Global Innovation Index 2023, 15th Edition (بالإنجليزية). World Intellectual Property Organization. DOI:10.34667/tind.46596. ISBN:9789280534320. Archived from the original on 2024-02-23. Retrieved 2023-10-29. {{استشهاد بكتاب}}: تجاهل المحلل الوسيط |موقع= (help)
90. ↑  "Global Innovation Index". INSEAD Knowledge (بالإنجليزية). 28 Oct 2013. Archived from the original on 2021-09-02. Retrieved 2021-09-02.
91. ↑  المنظمة العالمية للملكية الفكرية (2024). "Global Innovation Index 2024. Unlocking the Promise of Social Entrepreneurship". www.wipo.int. Geneva. ص. 18. DOI:10.34667/tind.50062. ISBN:978-92-805-3681-2. مؤرشف من الأصل في 2024-12-12. اطلع عليه بتاريخ 2024-10-01.
92. ↑  المنظمة العالمية للملكية الفكرية (2024). "Global Innovation Index 2024: Unlocking the Promise of Social Entrepreneurship". www.wipo.int (بالإنجليزية). p. 18. DOI:10.34667/tind.50062. ISBN:978-92-805-3681-2. Archived from the original on 2024-12-12. Retrieved 2024-10-06.
93. 1 2 3 4 5 6 7  Rothe, Andreas (2010): Media System and News Selection in Namibia. p. 14-96
94. ↑  von Nahmen, Carsten (2001): Deutschsprachige Medien in Namibia
95. ↑  Links, Frederico (2006): We write what we like: The role of independent print media and independent reporting in Namibia
96. ↑  One Africa Television. oneafrica.tv. 25 May 2010 نسخة محفوظة 24 مارس 2020 على موقع واي باك مشين.
97. ↑  Press Freedom Index 2010 – Reporters Without Borders. En.rsf.org. Retrieved on 12 December 2012. نسخة محفوظة 9 مارس 2016 على موقع واي باك مشين.
98. ↑  "Press Freedom Index 2009". Reporters Without Borders. مؤرشف من الأصل في 2016-03-03.
99. ↑  "Press Freedom Index 2013". مؤرشف من الأصل في 2016-03-09. اطلع عليه بتاريخ 2013-06-24.

### ببليوغرافيا
- Vedder, Heinrich (1997). Das alte Südwestafrika. Südwestafrikas Geschichte bis zum Tode Mahareros 1890 [The old South-West Africa. South-West Africa's history until Maharero's death 1890] (بالألمانية) (7th ed.). Windhoek: Namibia Scientific Society. ISBN:0-949995-33-9.